# Corps Masovia Königsberg zu Potsdam
Das Corps Masovia Königsberg zu Potsdam ist eine farbentragende pflichtschlagende Studentenverbindung in Potsdam. Als Corps gehört es dem Kösener Senioren-Convents-Verband an. An der Albertus-Universität war sie über hundert Jahre das Landescorps Masurens. Sie hat als einziges Königsberger Corps überlebt und ist an der Universität Potsdam als erste Verbindung akkreditiert worden.

## Geschichte
Masovia entstand aus dem „großen Schisma“ der Allgemeinen Burschenschaft (AB) an der Albertus-Universität Königsberg. 1827 hatten die Pappenheimer – die sich selbst als Blüte oder Jeunesse dorée der Albertina sahen – bei der Allgemeinen Burschenschaft gegen zwei Masuren geklagt und commentwidrig in den Semesterferien nachgekartet. Dass der Senat dieses „Unrecht von Aristokraten“ billigte, führte zu massiven Protesten und öffentlichem Aufsehen. Friedrich Dewischeit, August Ballnus, Theophil Herbst und Friedrich Julius Richelot traten für den betroffenen Corpsbruder ein. Als die Pappenheimer am 14. Juni 1827 zur alljährlichen Erinnerung an die Schlacht bei Belle-Alliance auf den Galtgarben zogen, feierte „alles was sich Masuren nannte“ aus Protest ein Fest im weit entfernten Bladiau. In Erinnerung daran wurde drei Jahre später die heutige Masovia gestiftet.

### Kränzchen und Landsmannschaft
Von Ostern 1823 bis Ostern 1829 sind 53 Mitglieder verzeichnet. 31 kamen aus Masuren, drei aus Neuostpreußen, 16 aus Königsberg und dem übrigen Ostpreußen, drei aus Litauen, Posen und Schlesien. Sieben von ihnen gründeten im Juli 1829 ein landsmannschaftliches Kränzchen. Vor Ostern 1830 „tauchte plötzlich das Gerücht auf, es solle gegen alle Landsmannschaften (also auch gegen Masovia) mit der größten Entschiedenheit eine Untersuchung eingeleitet werden.“ Nach Ostern 1830 trugen die Masuren deshalb die unverfänglichen Farben Schwarz-Rot-Weiß der Allgemeinen Burschenschaft. Sieben Mitglieder dieses Bundes und vier andere Studenten der Albertina stifteten am 14. Juni 1830 die heutige Masovia, der 69 Angehörige der „Masovia I“ beitraten. Zu den Stiftern gehören Orlando Gortzitza, Friedrich Wilhelm Kalau von dem Hofe, Ludwig Schadebrodt und Julius Czwalina. Unter den ersten 97 Masuren bis zum Sommersemester 1830 waren 54 Theologen, 18 Philologen, 12 Richter, 7 Verwaltungsbeamte, 7 Rittergutsbesitzer und ein Arzt. Zwischen 1825 und 1848 hatte das Corps 155 Theologiestudenten in seinen Reihen. Die meisten der 136 evangelischen Pfarrer amtierten in Masuren.
Unter Führung des Seniors August Müller verließen die Masuren am 19. Februar 1831 die AB. Sie nahmen die Corpsverfassung mit Probezeit und Mensur an und nannten sich Corpslandsmannschaft. Masovia hatte die Autonomie erlangt. Noch lange gedachte man der Constitutionsgebung mit einem alljährlichen Kommers in kleinerem Rahmen. Wie 1831 beschlossen, sollten die Stiftungsfeste am 14. Juni hingegen „großartig“ gefeiert werden. Die Rückdatierung des Stiftungstages auf das Bladiauer „Galtgarbenfest“ im Juni 1827 wurde 1855 und 1870 abgelehnt.

### Farben, Zirkel und Wahlspruch

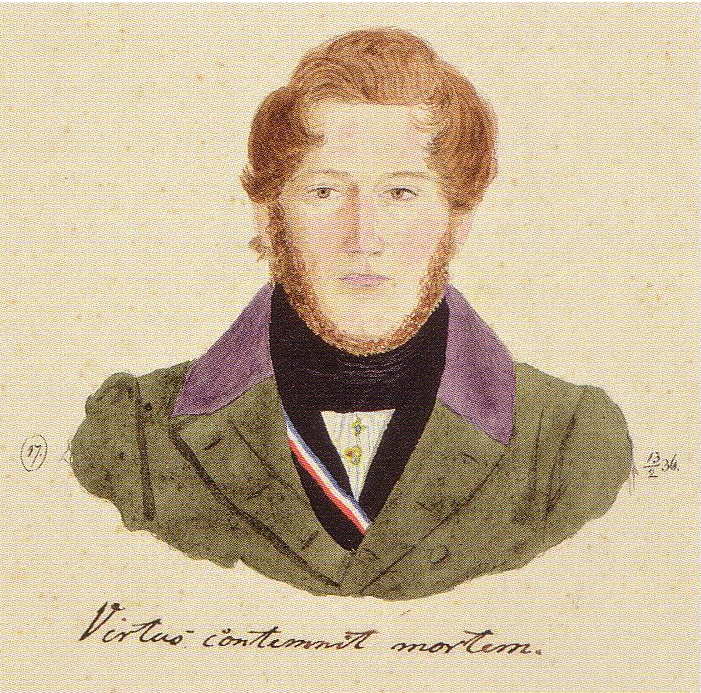
Louis Sauerhering mit Trikolore (1836)

Mit bewusstem Bezug auf die Flagge Frankreichs entschieden sich die Masuren 1829 für das blau-weiß-rote Band. Die Farben stehen für Freiheit, Gleichheit, Brüderlichkeit. Bei Wilhelm Schmiedeberg tragen die Masuren das tiefe Blau der Trikolore. Im Liederbuch der Albertina, das Ludwig Clericus seinen Corpsbrüdern 1850 widmete, sind alle sechs Strophen der Marseillaise in französischer Sprache wiedergegeben. Friedrich Rübsamen (1808–1883), der Senior von 1829, erklärte 1880 beim 50. Stiftungsfest die Farbenwahl: „Das Blau der Treue der Überzeugung, das Weiß der Reinheit der Ehre und des Charakters, das Rot der Liebe zu Recht und Wahrheit.“ Den geistig-politischen Sinn von „blau-weiß-rot“ hat Krzysztof Kieślowski 1993/94 in der Drei-Farben-Trilogie verfilmt. Mit der Annahme der Corpsverfassung am 19. Februar 1831 wurde die „heilige Trikolore“ wieder eingeführt und der 14. Juni 1830 als Stiftungstag festgesetzt. Mit einem alljährlichen Kommers am 19. Februar gedachte man noch lange jener Constitution. Konrad Kob stand 1881 im Mittelpunkt des 50. Festes.
Der Wahlspruch der Masuren ist Virtus contemnit mortem! Die Buchstaben C, V und M bilden den Zirkel und stehen für den Wunsch „Vivat Corona Masoviae“. Dass sie auch als „Vivant Clemens Müller“ gelesen werden können, wurde erst beim 2. Stiftungsfest bemerkt. Rudolf August Clemens und August Müller waren die beiden ersten Senioren der Landsmannschaft Masovia. Auf Müller 1 und Clemens 3 folgten Rudolf Gregorovius, Friedrich Bergenroth, Karl Claussen, Wilhelm v. Hippel 2, Adolf Müller 2, Heinrich Dembowski und Gustav Bergenroth. Über die Amtsführung von Dembowskis Nachfolger entbrannte erbitterter Streit zwischen zwei Lagern. Dembowski und Friedrich Kellermann führten die „feinen“, Gustav Bergenroth und Adolf Müller die „groben“ Masuren. Der Streit endete mit dem tödlichen Duell von Otto Bertram gegen seinen Corpsbruder Friedrich Neesemann am 30. April 1837.
Die hellblaue Studentenmütze wird seit dem Sommersemester 1857 getragen. Bis dahin waren weiße, rote oder blaue Mützen verschiedenen Formats üblich, wegen der liberalen Polenschwärmerei auch die Konfederatka. Auf Antrag von Oskar Mielitz und aus ungeklärten Gründen wurde das (heraldisch korrekte) Dunkelblau des Bandes im Wintersemester 1881/82 zum berühmten, aber heraldisch inkorrekten „Himmelblau“. Mit der Hilfe von Brillux klärte Helmut Niedorf 1999 den Lab-Farbraum. Er bestätigt den optischen Eindruck eines Türkisschimmers: HKS S 50 N 70 %.
Die Corpsschleife wurde im Wintersemester 1874/75 eingeführt. Ursprünglich war sie nur für gewesene Füchse gedacht. Später erhielten sie auch Konkneipanten. Die während des Abseitsstehens zum S.C. (1876–1880) aktiv gewordenen Masuren mussten laut Kösener Beschluss 1880 noch eine Mensur im S.C. liefern, um ihr Band behalten zu dürfen. Mitglieder, denen dieses nicht möglich war, erhielten ihr Band durch Kongressbeschluss 1895 wieder.

### Baltia

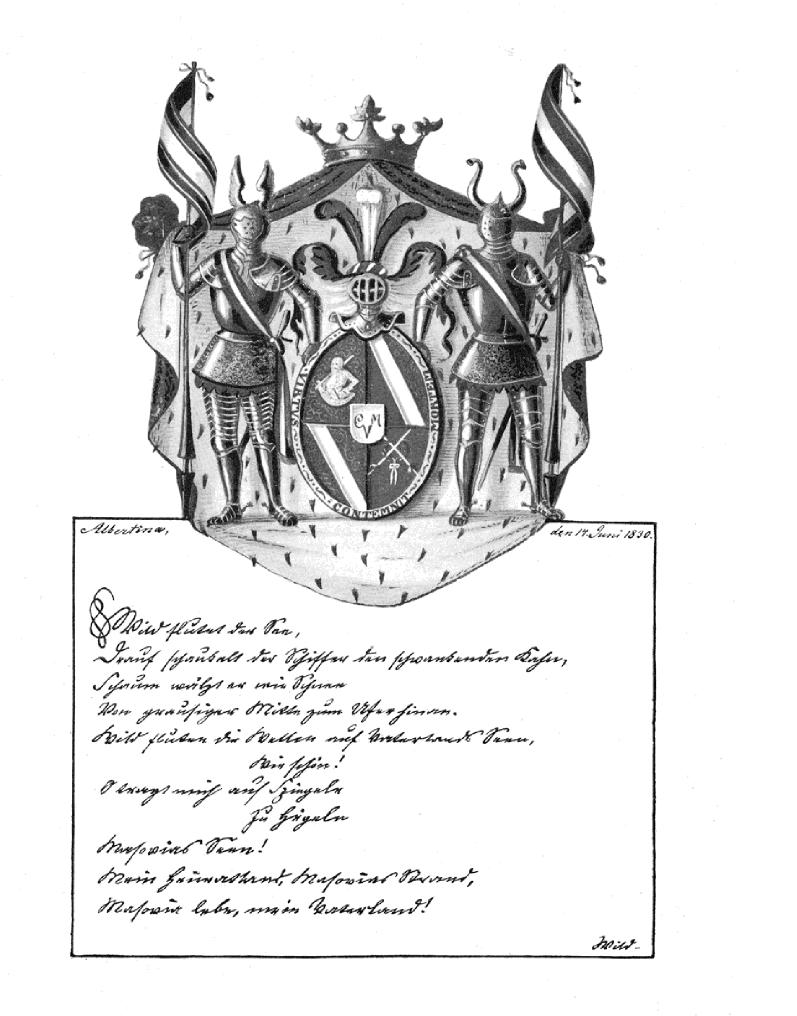
Altes Masurenwappen und Masurenlied im Liederbuch der Albertina (Clericus)

Der Corpslandsmannschaft Baltia fehlte Nachwuchs, das „belebende Element der Fuchswelt“. Deshalb bat sie Masovia am 23. November 1840, ihre 48 Philister und 5 Aktiven zu übernehmen. Masovia entsprach der Bitte und übernahm die Hansekogge aus Baltias Wappen (vielleicht auch das Hellblau ihrer Farben). Wilhelm Schmiedeberg zeichnete 77 Balten und Masuren; 55 Bilder sind erhalten.

### Progress
Der Progress setzte Masovia zunächst kaum zu; auf dem Höhepunkt der Deutschen Revolution 1848/49 stand sie aber vor einer Spaltung, wie sie dem Corps Littuania widerfahren war. Louis Schellong wendete das Unheil am 2. Juni 1848 ab. Wenige Tage später wurde das „besonders fröhliche“ 18. Stiftungsfest in Cadinen und – nach vielen Jahren einmal wieder von der ganzen Studentenschaft – das Galtgarbenfest gefeiert.

### Ehren

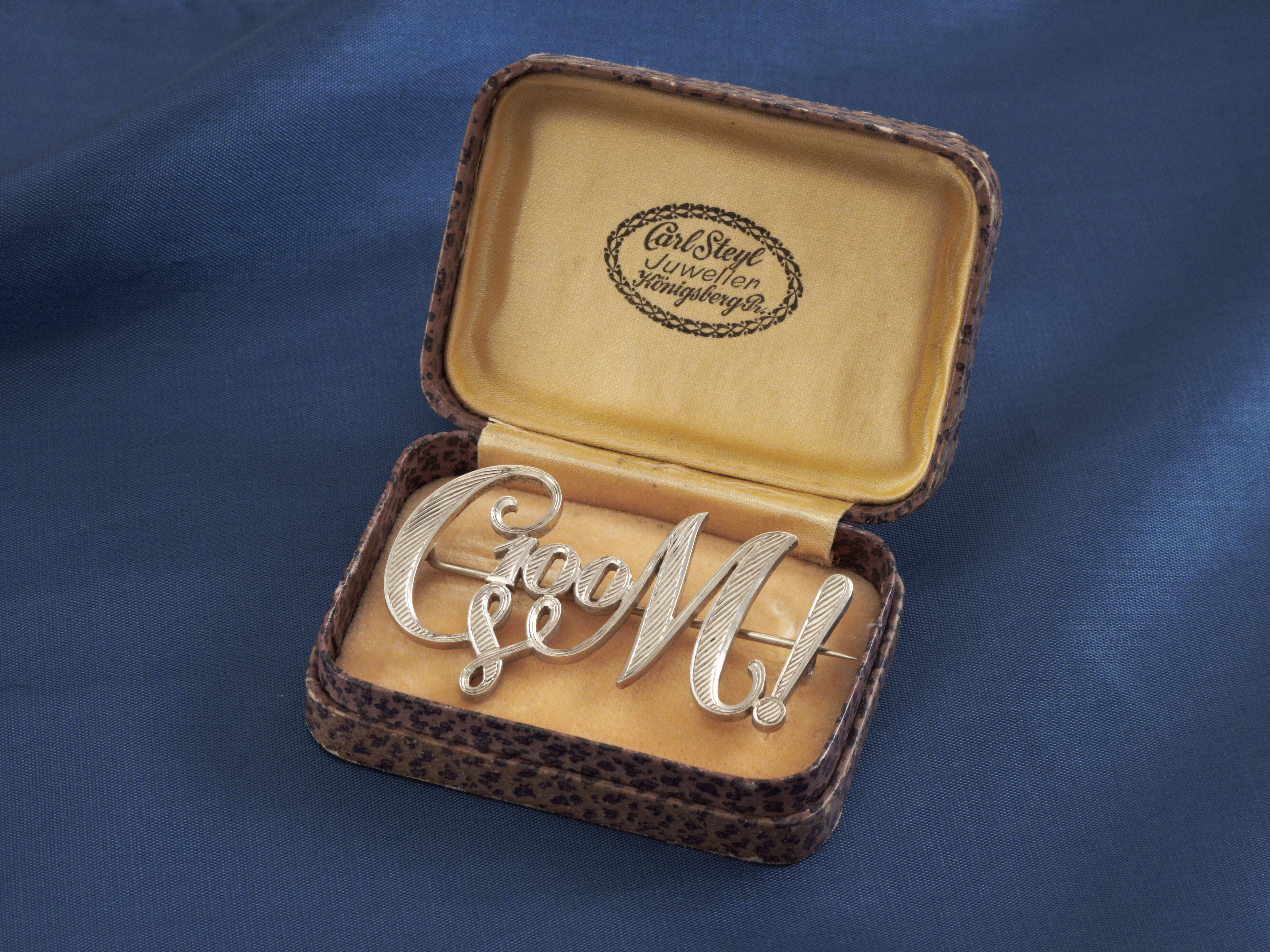
Ehrenzirkel

Zwischen 1830 und 1857 erhielten zehn Masuren ein Comitat: Fritz Bergenroth, Sigismund Bujack, Gustav Dullo, Ferdinand Gregorovius, Otto Hilbert, Eduard und Ernst Pilchowski, Oskar Saemann, Wilhelm Schimmelpfennig und Theodor Stern.
Von 1838 bis 1858 hatte Masovia sieben Ehrencorpsburschen, die nicht „Ehrenmitglied“ waren, sondern die (bald auf sechs Semester beschränkten) Rechte eines Corpsburschen hatten. Da „alle Masuren gleich“ (weiß) sind, hatte das Corps nie das Statut einer Ehrenmitgliedschaft.
Auf Vorschlag von Carl Böttcher wurde im Wintersemester 1888/89 der silberne Ehrenzirkel eingeführt. Ihn erhalten diejenigen Alten Herren, die das 100. Semester im Corps vollendet haben. Der erste ging mit einem Glückwunschschreiben an Ferdinand Gregorovius in München.

### Studienfonds
Der CC richtete 1932 einen Studienfonds zur Unterstützung finanzschwacher Corpsbrüder ein. Alte Herren halfen mit Spenden.

## SC zu Königsberg
Nach Litthuania wurden auf dem oKC 1865 auch Masovia und Baltia in den Kösener Senioren-Convents-Verband aufgenommen. Nachdem die Silber-Litthauer wegen des Deutschen Krieges suspendiert hatten, blieb mit Masovia und Baltia ein friedloser Zweier-SC zurück. Er wurde ab 1868 von Masovia nicht mehr beschickt, weil Baltia den angemieteten SC-Fechtboden einseitig gekündigt hatte. Nicht umsetzen ließ sich der daraufhin ergangene Beschluss des oKC 1868, der Königsberger S.C. müsse sich binnen vier Wochen wieder bilden. Deshalb vom Vorort Gießen bis zur Neugründung des SC aus dem KSCV dimittiert, wandte Masovia sich 1869 an den Vorort Göttingen. Sie wurde zwar wieder in den KSCV aufgenommen; der Konflikt mit Baltia zog sich aber noch über Jahre hin. Baltia verweigerte sich der Neugründung des SC. Masovia steckte Baltia deshalb Anfang 1870 in Verruf, der erst im Wintersemester 1871/72 aufgehoben wurde – und an Baltias SC-Ablehnung nichts änderte. Erst am Pfingstsonnabend (31. Mai) 1873 einigten sich die beiden Corps auf die Wiederherstellung des Königsberger SC. Sie kamen überein, durch Abgabe von Mitgliedern ein drittes Corps zu begründen.

### Normannia II
Als Normannia am 4. Juli 1873 gestiftet und als drittes Corps in den SC aufgenommen wurde, stellte Masovia fünf und Baltia vier Corpsburschen. Eher wilhelminisch als ostpreußisch orientiert, drängte Normannia den SC zur Anpassung an die Corps „im Reich“. So gaben die Königsberger Corps 1875 den Albertus an der Mütze auf. 1876 kam es zu einem schweren Zerwürfnis im SC: cand. med. Isaak Latte war im WS 1873/74 Masure geworden. Nachdem er 1874/75 als Einjährig-Freiwilliger gedient hatte, focht er im SS 1876 gegen einen Balten. Nach der von Baltia und Normannia gestellten Mensuranfrage musste der (jüdische) Paukant dimittiert werden, obwohl die Partie dem Mensurconvent der Masuren „durchaus genügt“ hatte. Das wiederholte sich in der ersten und zweiten Reinigungsmensur. Normannia begründete ihr Urteil mit „schlechter Haltung“. Nach dem SC-Comment musste Latte nun perpetuell dimittiert werden. Um den Corpsbruder nicht fallen zu lassen, verließ Masovia am 15. Juli 1876 den SC und damit den KSCV. Nachdem Latte vier Jahre später als Alter Herr freiwillig ausgeschieden war, kehrte Masovia am 18. Juli 1880 „geläutert und gekräftigt“ mit 60 aktiven und inaktiven Corpsbrüdern in den SC zurück.
Schon 1875 von Normannia gedrängt, führte Masovia nach jahrelangen Auseinandersetzungen noch im Sommersemester 1880 ein Fuchsband ein. Bis zur Gründung des Corps Albertina Hamburg (1950) war es das einzige im KSCV mit umgedrehten Corpsburschenfarben. Nachdem das Corps Hansea Königsberg im Dezember 1878 hinzugekommen und Masovia 1880 zurückgekehrt war, dominierte der SC die Königsberger Studentenschaft. Zugleich war er der nach Aktiven stärkste im KSCV. Die 1876 an Baltia gefallenen Ältestenrechte wurden Masovia erst 1885 wieder zuerkannt. Der Erfolg auf dem oKC war der Hilfe des Corps Onoldia und des Corps Borussia Halle zu verdanken. Der Ansbacher Wilhelm von Meinel leitete den Congress. Das Telegramm nach Königsberg galt lange als „Paradebeispiel masurischer Prägnanz“:

„Abgeglitten sind die Balten, Altersfrage bleibt beim alten.“

### Niederlage
Immer wieder stellte Normannia Mensuranfragen. Als Masovia, Baltia und Hansea sie mehrfach ablehnten, fühlte Normannia sich majorisiert. Mit Provokationen, SC-Klagen, Säbelforderungen und Verrufen spitzte sich die Lage zu. Normannia fügte sich zwar dem Spruch des Berlin-Breslauer Schiedsgerichts, rief aber 1882 den Kösener Congress an. Masovia, Baltia und Hansea bezogen eine Niederlage; sie mussten aus dem SC ausscheiden und suspendieren. Als Masovia und Hansea bei Normannia renoncierten und am 3. Dezember 1882 wieder in den „SC“ aufgenommen wurden, wandelte sich Normannias feindseliges Verhältnis zu Masovia schlagartig in eine dauerhafte Freundschaft. Nach den Kösener Beschlüssen von 1882 löste das Corps Guestphalia Berlin das gerade zwei Jahre alte Freundschaftsverhältnis zu Masovia. Im Februar 1883 begann die unausweichliche PP-Suite in Berlin, mit unrühmlichem Ausgang für Guestphalia. Zur „Rückrunde“ in Königsberg kam es erst im Sommersemester 1886 – „mit solchem Erfolg für Masovia, daß Guestphalia suspendieren mußte“.

## Landescorps

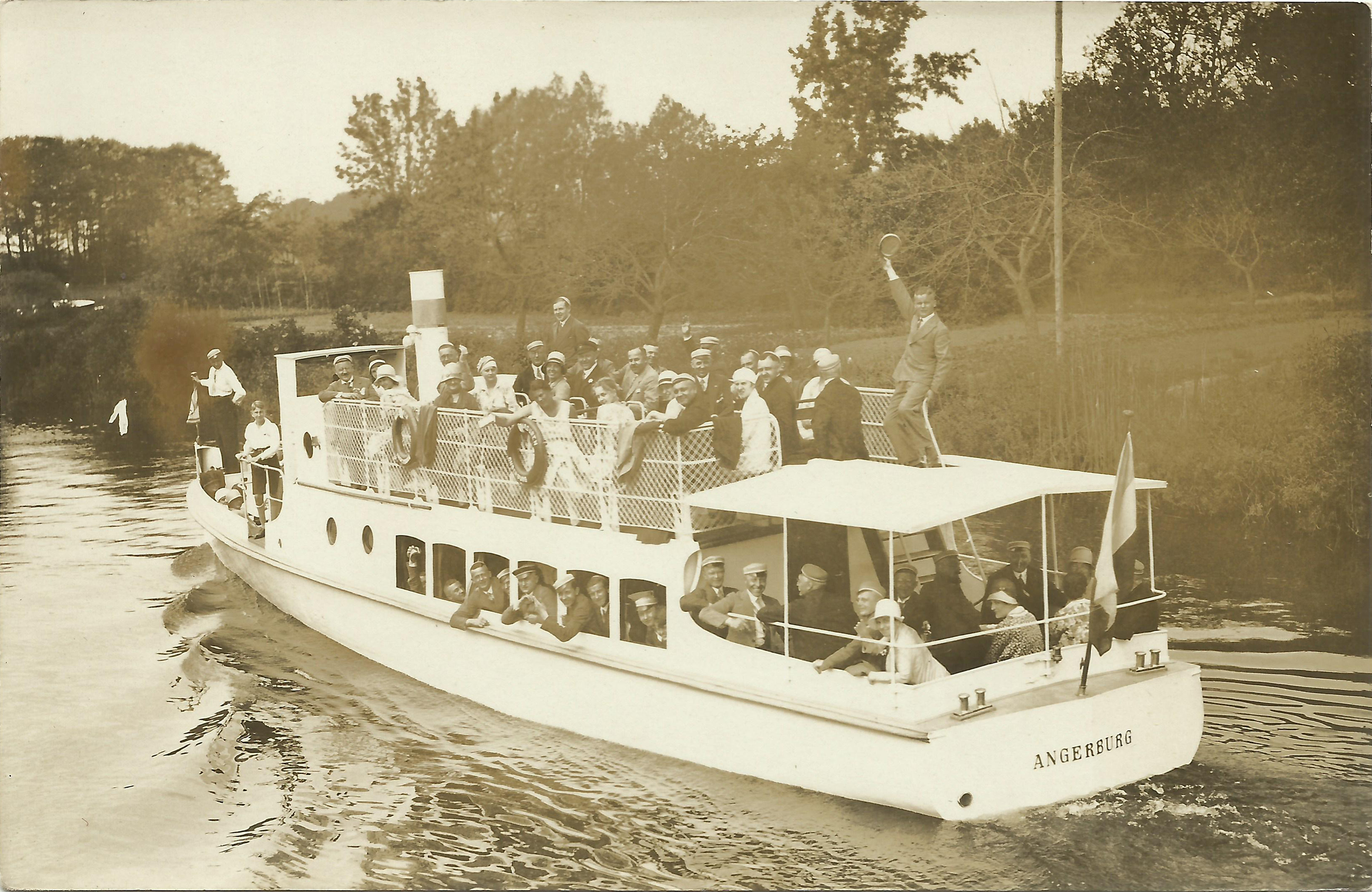
Unter masurischer Flagge – 99. Stiftungsfest in Angerburg

Die in Masuren geborenen Corpsbrüder hießen Steinmasuren und waren der „harte Kern“ des Corps. Das Königliche Gymnasium Lyck und die Herzog-Albrechts-Schule in Rastenburg stellten dem Corps jeweils 240 Mitglieder. 1859 beteiligten sich 25 Masuren am Stipendium Masovianum „für arme und ausgezeichnete Schüler“ des Lycker Gymnasiums. Das Corps und einige Mitglieder engagierten sich im Verein für Kunde Masurens. Der Preußischen Nationalversammlung stellte das Corps vier, dem Preußischen Abgeordnetenhaus 26 Mitglieder. Im Preußischen Herrenhaus saßen zwei, im Reichstag (Deutsches Kaiserreich) und im Reichstag (Weimarer Republik) fünf Masuren. Als Student war Prinz Wilhelm häufiger Gast des Corps. Carl Heinrich wies schon 1880 darauf hin, dass Masovia als einzige Verbindung einer historischen Landschaft die Landesfarben gegeben hatte. Hans Lippold schreibt dazu:

„Die Bevölkerung erlebte jahrzehntelang in fast allen masurischen Städten gemeinsame Treffen mit den Königsberger Masuren, seit 1874 auch große Stiftungsfeste. So ergab sich der Brauch, bei diesen Anlässen und später überhaupt bei allen örtlichen Festlichkeiten die besuchten Städte und Dörfer mit den blau-weiß-roten Farben zu schmücken. Eine Gewohnheit, die eben auch angewandt wurde, wenn die Bevölkerung unter sich zu Feiern zusammentrat. Bei der großen Volksabstimmung im Juli 1920 stand ganz Masuren unter diesen Farben.“

In einzigartiger Weise verbanden die Masuren evangelischen Glauben, polnische Sprache und Treue zur Krone Preußen. Von Masovia übernahmen sie nicht nur die Landesfarben, sondern auch die Landeshymne. Bei Andreas Kossert heißt es:

„Das masurische Selbstbewusstsein zeigte sich jedoch nicht nur im polnischen Mehrheitsmilieu, sondern erfasste auch die lokale Elite, die durch Schule und Studium deutsch geprägt war und auf Deutsch miteinander verkehrte. Sichtbarer Ausdruck ihres Heimatstolzes war die studentische Verbindung Masovia, die in den vierziger [sic!] Jahren an der Albertina entstand. Mit deren Farben blau-weiß-rot erfolgte später die regionale Identifizierung vieler Masuren mit ihrer Heimat. Ein Mitglied der Königsberger Masovia, der Gymnasiallehrer Friedrich August Dewischeit (1805–1884), komponierte 1855 das Masurenlied „Wild flutet der See“, das zur Landeshymne Masurens wurde. Der Reichssender Königsberg verwendete die Melodie ab 1930 als Pausenzeichen.“

Neuere Forschungen unterstreichen die Bedeutung von Masovias Farben für die Bevölkerung Masurens. Den Masuren dienten sie zur Abgrenzung von den (katholischen) Polen. Zugleich zogen sie das Blau-weiß-rot nicht nur den Reichsfarben Schwarz-Weiß-Rot, sondern auch dem Schwarz-Rot-Gold der Weimarer Republik vor. Eine Hamburger Schiffahrtsgesellschaft, ein Massengutfrachter der Stocznia Gdynia B521 und ein Containerschiff der Stocznia Gdańska B191 wurden nach dem Corps benannt.

## Kriege

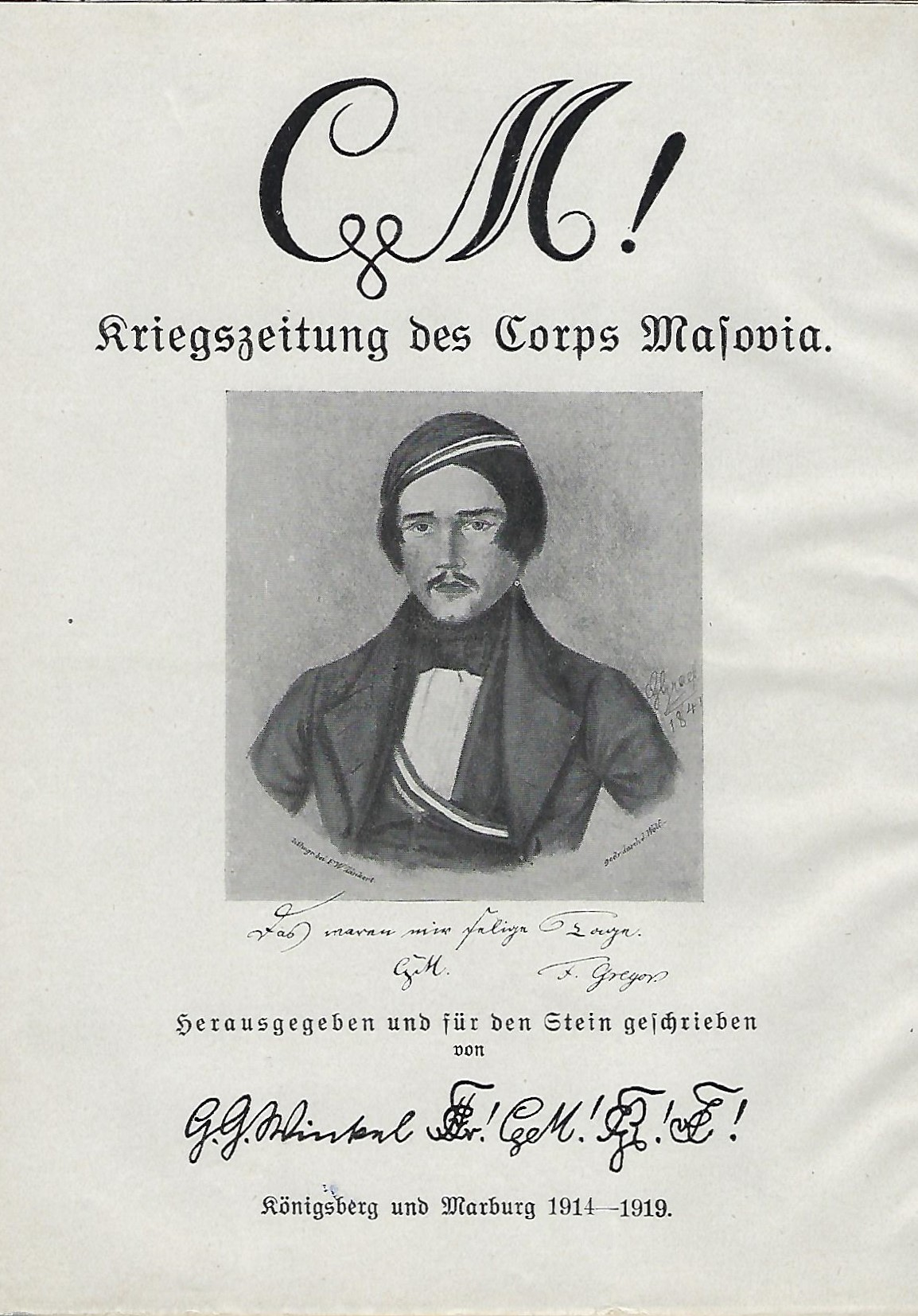
Winkels Kriegszeitung

Im Deutschen Krieg kämpften vier Masuren; einer fiel.
Am Deutsch-Französischen Krieg nahmen 28 von 42 Corpsburschen und Inaktiven teil; zwei fielen.
Im Ersten Weltkrieg fielen 42 Masuren. Das Ritterkreuz des Königlichen Hausordens von Hohenzollern erhielten sechs Masuren: Arthur Behrendt, Max Bombe, Ernst Mann, Ernst Neumann, Günther Schierholt und Erich Skrodzki. Die Suspension wurde nur dadurch verhindert, dass 1917 einige Alte Herren wieder aktiv wurden. Der Verkehrsgast Gustav Gotthilf Winkel Franconiae Würzburg stellte zweimal im Monat eine lithografierte Kriegszeitung zusammen, die er an alle Masuren versandte. 100 Nummern wurden es bis zum Kriegsende. Dafür wurde er schon 1915 mit der Corpsschleife geehrt.
Im Zweiten Weltkrieg kamen 73 von 130 Kriegsteilnehmern um. Drei erhielten das Ritterkreuz des Eisernen Kreuzes, einer das Ritterkreuz des Kriegsverdienstkreuzes. Elf Corpsbrüder nahmen sich 1945 das Leben.

## Kneipen und Corpshäuser

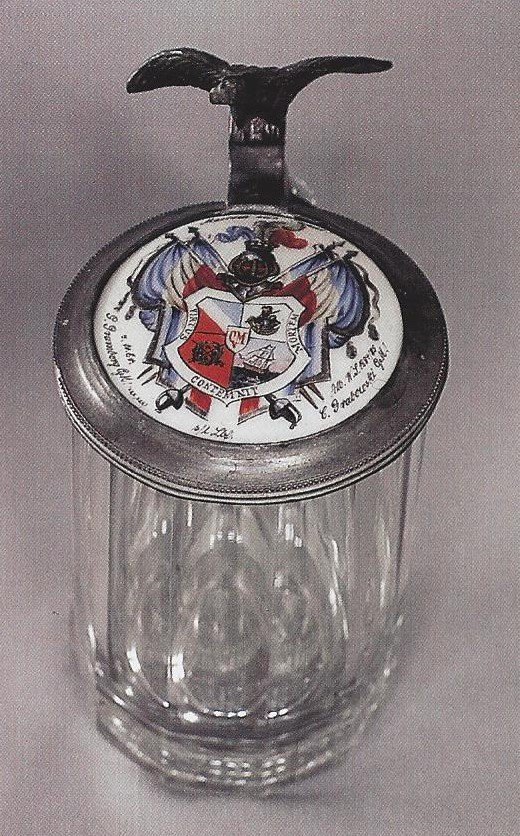
Bierkrug in Duisburg

In den ersten Jahren kneipten die Masuren in „schundigen“ Ressourcen. Beliebt waren dagegen Brunner auf dem Hintertragheim, das Rendez-vous (die spätere Woriener Halle), die Schloßberghalle (1857), der Ratskeller (1859), Hirsch (1861) und die Phönixhalle (1862/63). Zum ersten gesonderten Versammlungsort wurde 1862 der Röhlsche Garten in der Münzstraße. Die letzte „offene Kneipe“ feierten die Masuren am 27. April 1860 im kneiphöfischen Remter. 1865 wurde die Stammkneipe zu Blöß in der I. Fließstraße, 1866 zu Nowopolski (später Domscheit) an der Schloßteichbrücke verlegt. Nach einem kurzen Zwischenspiel in Blieskes Restaurant in der Koggenstraße wurden 1877 die oberen Räume des Bellevue am Königsberger Schlossteich angemietet. Die letzte Corpskneipe war ab 1891 bei Domscheit.
1898 kauften die Alten Herren das Groebische Institut in der Fleischbänkenstraße gegenüber vom kleinen Domplatz. Es war Königsbergs erstes Korporationshaus. Karl Böttcher und Ottomar Cludius besorgten die Finanzierung. Reinhold Unterberger brachte den größten Teil der Mittel auf. Ihm gebührt „unvergänglicher Dank aller Generationen der Masovia“ (Carl Heinrich, 1900). In Einzelheiten beschreibt Richard Jepsen Dethlefsen das Haus in der Festschrift zum 75. Stiftungsfest.
Als am Pregel eine Promenade gebaut und damit der Garten vom Ufer abgetrennt werden sollte, vermittelte Erich Haslinger 1929 ein Tauschgeschäft mit der Stadt Königsberg. Gekauft wurde das Haus auf der Lomse neben dem Ruderclub Germania am Weidendamm an einer breiten Stelle des Pregels. Beim Amtsgericht Königsberg wurde eine Hypothek von 10.000 Goldmark eingetragen. Von Friedrich Lahrs entworfen, hatte das Haus Konrad Gaedeke und zuletzt George Marx gehört. Es wurde umgebaut und am 16. Februar 1929 bezogen. Das Altherrenzimmer war eine Stiftung des Regierungsbezirks Gumbinnen unter Otto Rosencrantz. Nach der Suspension wurde das Corpshaus nie verkauft, sondern ab April 1936 an die G.m.b.H. Benzol-Vertrieb Ostpreußen vermietet. Der Mietzins trug das Corpsheim, eine Privatwohnung mit sechs Zimmern im 2. Stock des Hauses Königstraße 51/52, Ecke Roßgärter Markt.
Das erste Corpshaus am Pregel versank in der Nacht vom 26. zum 27. August 1944 mit ganz Kneiphof beim ersten Luftangriff auf Königsberg in Schutt und Asche. Drei Nächte später verbrannte das Corpsheim mit Bibliothek, Bannern und Andenken aus 114 Jahren beim zweiten Bombardement der Royal Air Force. Das Corpsdienerpaar Pohnke konnte sich retten. Das Corpshaus am Weidendamm wurde erst Anfang April 1945 in der Schlacht um Königsberg zerstört.
Masovias Corpshunde waren der Neufundländer „Roland“, der Bernhardiner „Cäsar“ und der Mops „Schnurr“.
Corpshäuser in Königsberg

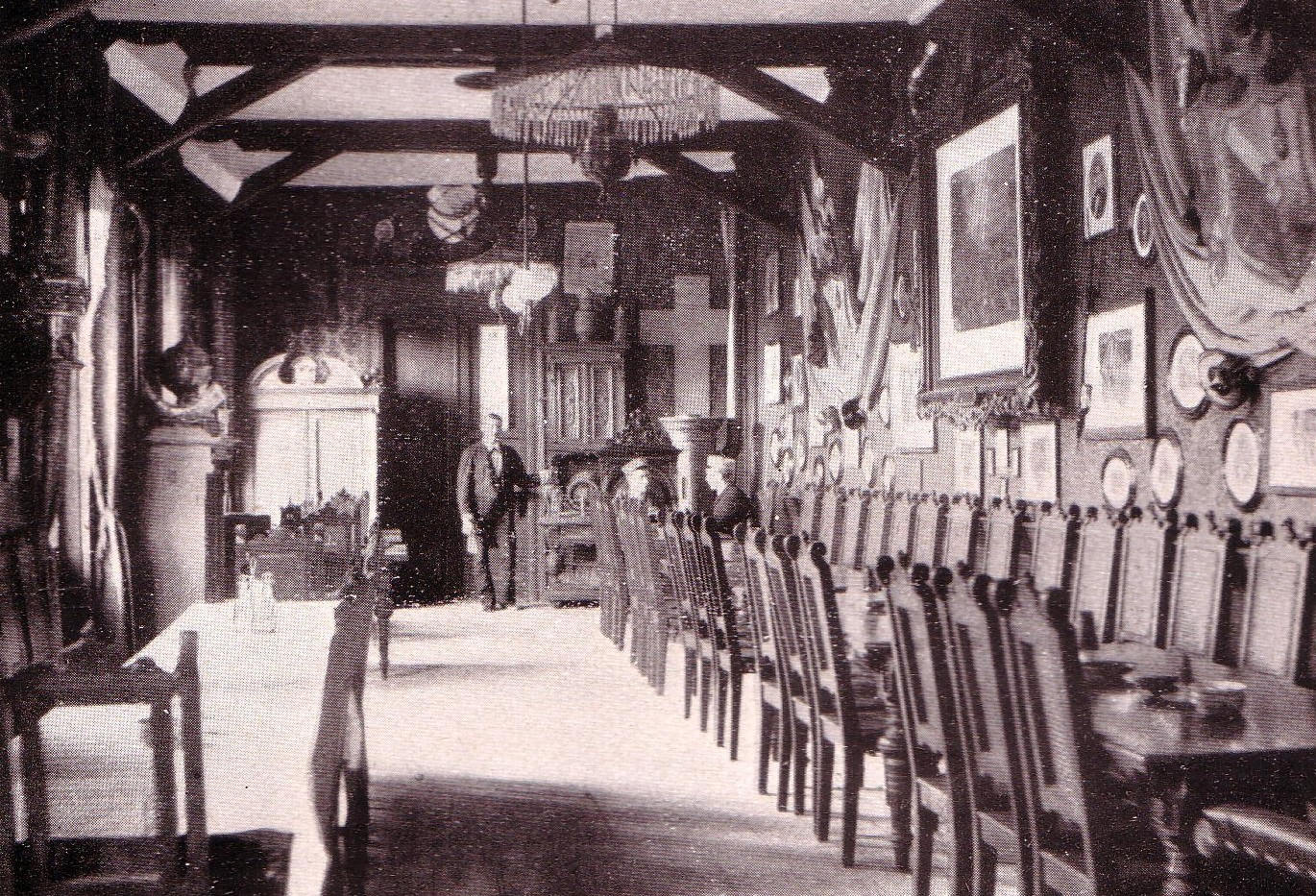
Bellevue
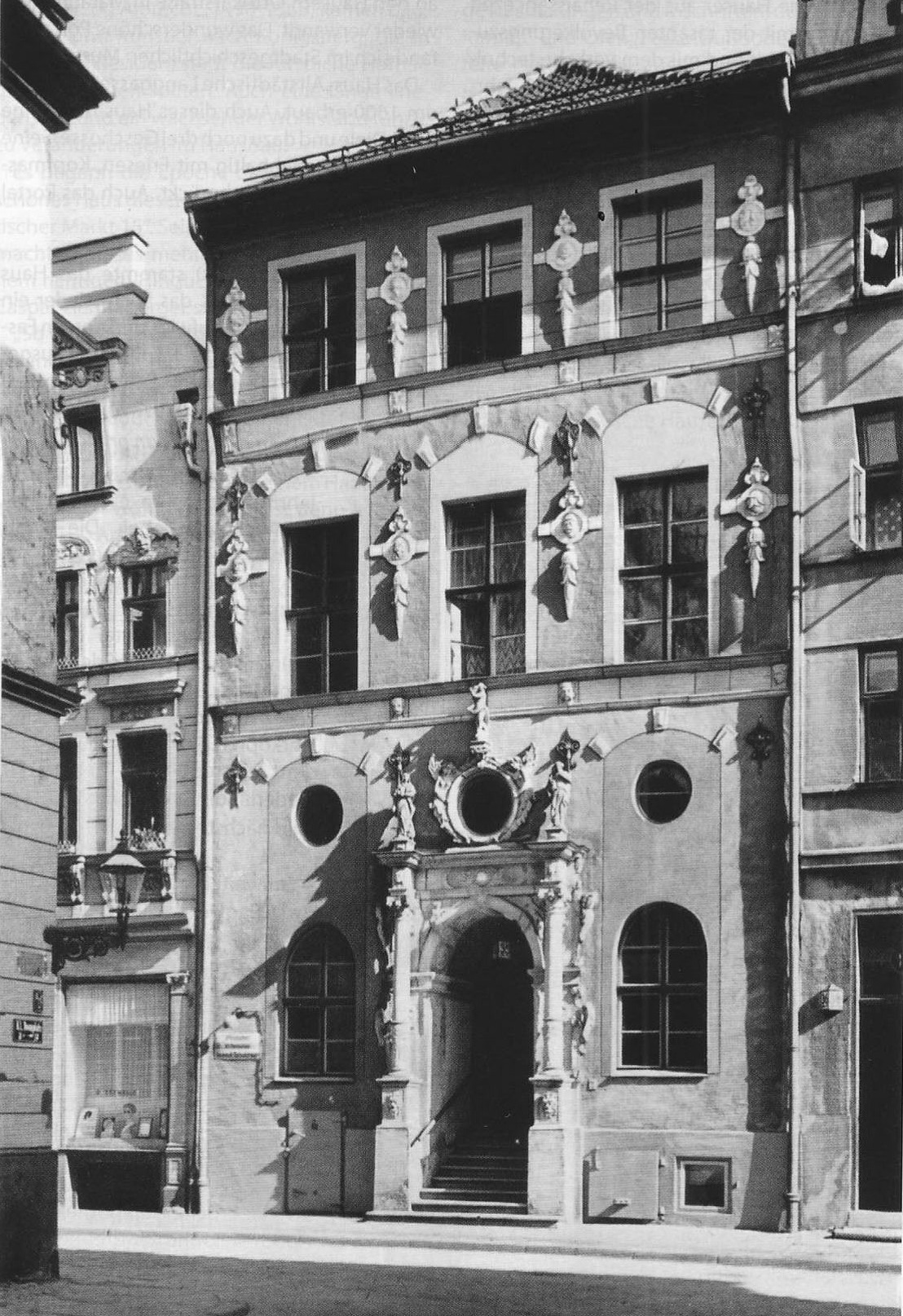
Fleischbänkenstr. 35 (1898)
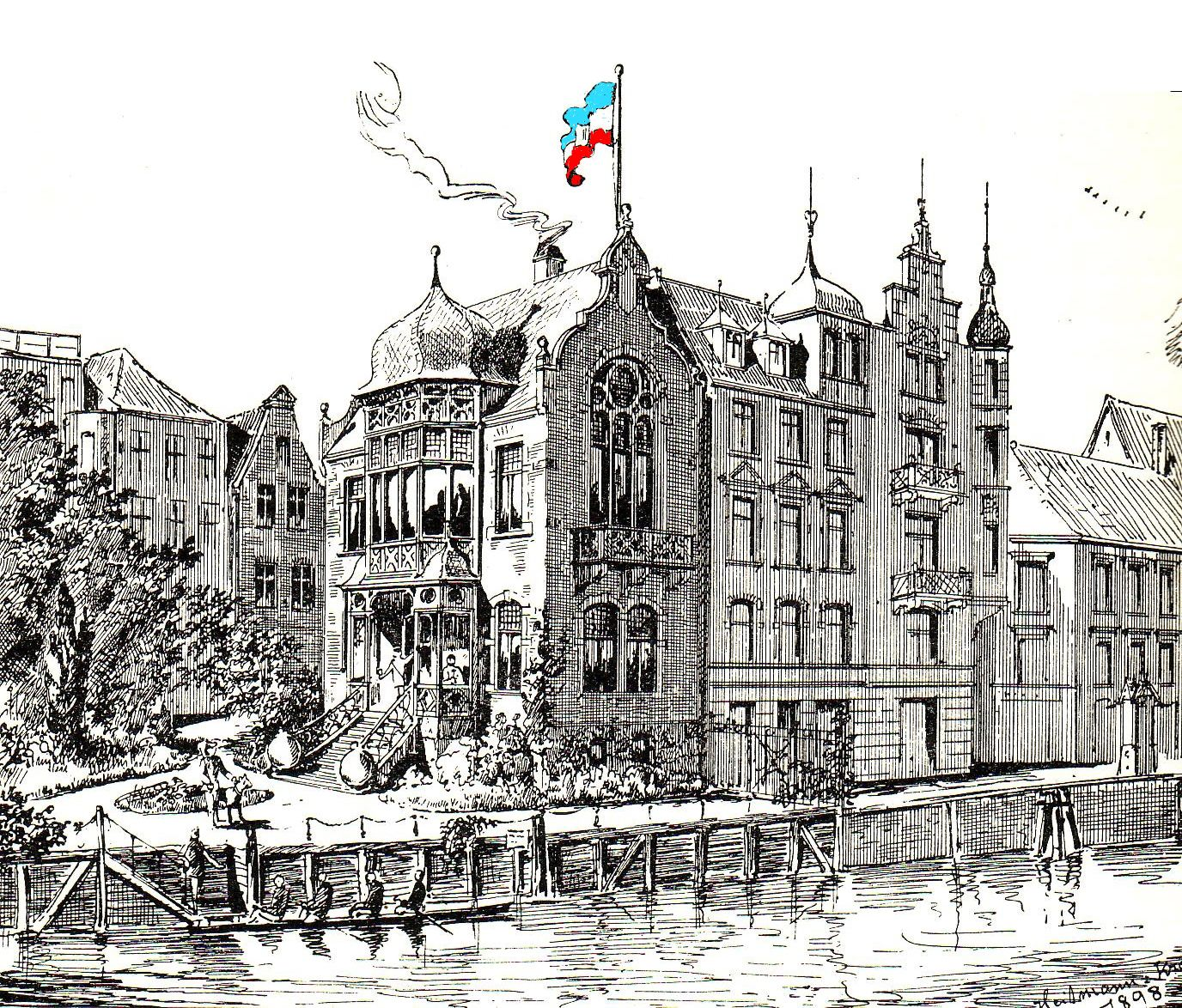
Pregelseite
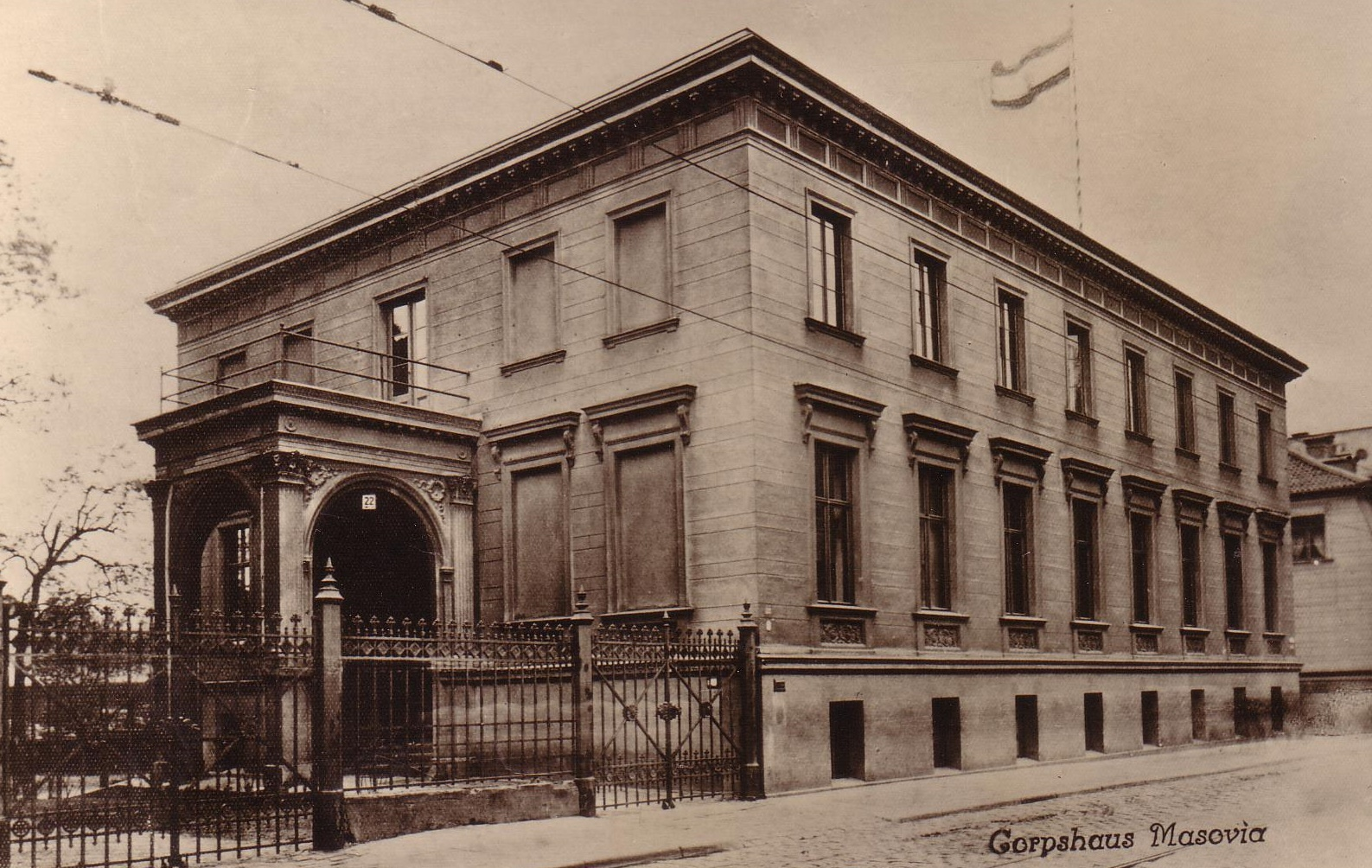
Weidendamm 22 (1929)
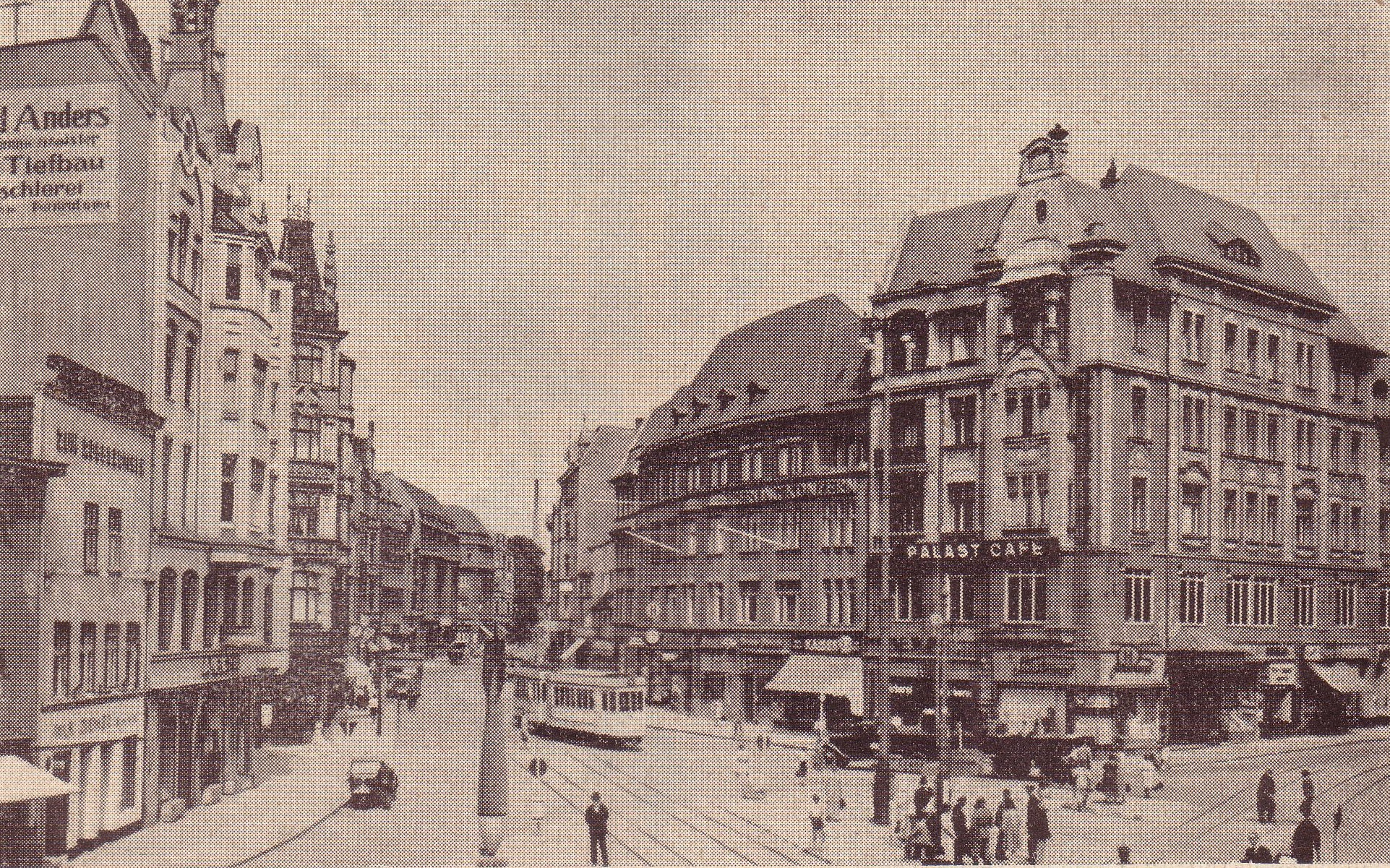
Königstraße 51/52 (1936–1944)

## Suspension
In der Zeit des Nationalsozialismus hatte Max Blunck als „Führer des Corpsstudententums“ am 5. September 1935 angeordnet, den Arierparagraphen „auch in den Altherrenschaften der einzelnen Corps streng und umgehend durchzuführen“. In Erweiterung früherer Bedingungen mussten auch Kriegsteilnehmer ausscheiden, deren Großeltern nicht rein arischer Abstimmung waren. Als Blunck am 10. September zurückgetreten war, bestätigte sein Nachfolger Werner Heringhaus die Anordnung. Als äußerste Frist für die Vollzugsmeldung setzte er den 15. Oktober, dann den 1. November 1935. Um das Corps vor der Suspension zu bewahren, legten daraufhin vier Alte Herren das Masurenband nieder. Nachdem Ernst Schlange am 24. Oktober 1935 dekretiert hatte, dass „sämtliche reichsdeutschen Corps suspendiert sind“, suspendierte Masovia am 28. Oktober 1935. Die Befugnisse des Corpsburschen-Convents gingen auf die jahrzehntelang bewährte Vertrauenskommission über.

„Mit seiner Suspension scheidet das Corps vorläufig aus dem studentischen Leben aus. Wird dieses Ausscheiden nach der reichen und unbefleckten Vergangenheit unseres Corps schon von der Universität als schwer tragbar empfunden werden, so sind vollends wir Masuren von tiefstem Schmerze überwältigt über den Verlust unserer von uns allen heiß geliebten Masovia. Wir verstehen es nicht, daß wir uns von ihr trennen müssen. Uns trifft keine Schuld. … Alt und Jung wollen wir uns die Hand reichen in dem Schwur, die Idee des Corpsstudententums uns zu bewahren und höher zu ziehen in gegenseitiger Fürsorge und Freundschaft, in immerwährendem, unzerstörbarem Zusammenhalten. Dabei soll uns die Hoffnung begleiten, daß es einer späteren Zeit vorbehalten bleiben mag, die Werte einer Erziehung im engeren Kreise und in unserem Geiste wieder schätzen zu lernen.“

### Kameradschaft Liebenberg
Die Suspension war in der Hoffnung erfolgt, den aktiven Corpsbetrieb in absehbarer Zeit vielleicht doch wieder aufnehmen zu können. Sie erwies sich als trügerisch, trug aber dazu bei, zunächst keinen Anschluss an eine der Kameradschaften zu suchen, die auch in Königsberg nach den Richtlinien des Nationalsozialistischen Deutschen Studentenbundes ab 1936 allmählich entstanden. Als sich die Lage 1938 zuspitzte, änderte der Altherrenverein seinen Standpunkt im Interesse seines Fortbestandes. Etwa zwei Drittel der Mitglieder traten in den NS-Altherrenbund unter dem Führer Gerhard Loch ein. Sie schufen damit die Voraussetzung, mit dem NSDStB über die Übernahme einer Kameradschaft zu verhandeln. Die Erfüllung weiterer Bedingungen zog sich hin, so dass Masovia erst im Herbst 1938 mit einer Kameradschaft Verbindung aufnahm. Die „Zuteilung einer Kameradschaft unter Ausschluß fremder Philister“ mit dem Namen Hermann von Salzas wäre sicher gewesen, wenn nicht ein Philister der Burschenschaft Gothia (ein SA-Standartenführer mit guten Beziehungen) sich diesen Namen für seinen Bund gesichert hätte. Nachdem die Universitätskameradschaften Portschweiten (Hans Alsen), Tannenberg (Karl-Friedrich Balzer), Masuren (Werner Lange), Hermann von Salza (G. Sareyko) und Hermann Balk (Walter Jakob) bereits suspendiert hatten, standen zur Auswahl: Stammhaus Ostpreußen (Hermann Schulze), Yorck (Hans Reinhard), Braunau (Gerd Spangenmacher), Honigfelde (Walter Koschorreck) und Liebenberg (Schwirblat). Wenn man allein und nicht mit anderen Corps oder Korporationen ins Boot steigen wollte, kam nur die Liebenberg für den Anschluss an einen Altherrenverein in Frage. Masovia übernahm sie im Oktober 1938.
Zu den Gründern der Kameradschaft gehörten Stämmler, Salamon und Sielaff. Mit dem Namen hatte sich Feldwebel Jürgen Sielaff durchgesetzt. Er bezog sich auf das masurische Schatulldorf Liebenberg, wo die Kameradschaftsgründer ihren Landdienst bei der Hitlerjugend abgeleistet und „sich vor allem die Volkstumsarbeit in den völkisch gefährdeten Grenzgebieten der Provinz [Ostpreußen] zur Aufgabe gemacht hatten“.  Aus der Gruppe Sielaff wurde die Kameradschaft Liebenberg. Ihre innere Organisation entsprach den Vorschriften des NSDStB und nicht denen des CC oder AHV. Eine organisatorische Anpassung von AHV und Kameradschaft durch entsprechende Satzungsänderungen wurde erst im Sommer 1944 vorbereitet; wie die beschlossene Umbenennung in „Deutscher Orden“ wurden sie aber nicht mehr verwirklicht. Trotz periodischer Begegnungen beider Seiten im Corpsheim am Roßgärter Markt blieben die Beziehungen immer sehr lose; denn bis zum Überfall auf Polen blieb kein Jahr und der Krieg änderte das Leben der Kameradschaft tiefgreifend. Eitel-Friedrich Rissmann gab die ersten gemeinsamen Mitteilungen des Vereins Corpshaus Masovia und der Kameradschaft Liebenberg heraus. In der Nachkriegszeit in Deutschland – besonders nach der (vermeintlichen) Rekonstitution im Januar 1950 – suchten vereinzelte Liebenberger neuerlichen Anschluss an Masovia; die corpsstudentischen Bedingungen mochten sie aber nicht erfüllen.

„Die Liebenberger gaben auch im Kriege Kriegsrundbriefe heraus, an denen sich einzelne Corpsbrüder beteiligten. Sie machten sogar das Masurenlied als ‚Traditionslied unseres Traditionsverbandes‘ allen Empfängern bekannt. Die Kameradschaft war auch im Kriege friedensstark; denn im Gegensatz zum ersten Weltkrieg waren die Hörsäle von Studenten kriegswichtiger Fakultäten überfüllt. Bestimmungsmensuren hat sie nie geschlagen. Ebensowenig sind Masurensöhne bei ihr eingetreten. Die Kameradschaft hat sich formell nie aufgelöst, sie endete zusammen mit Königsberg. Wir haben keinem Liebenberger irgendwelche Corpsabzeichen verliehen und auch nach dem Kriege haben sie an uns kein ernstes corpsstudentisches Interesse genommen. Der Fall Liebenberg blieb eine zeitbedingte Episode.“

### Archiv
Das „alte, umfangreiche und sehr wertvolle Archiv“ war zuletzt in den Kellerräumen der Staats- und Universitätsbibliothek Königsberg untergebracht und ging mit ihr unter. Was erhalten oder ersetzt ist, wird seit Jahrzehnten zusammengetragen. Das Staatsarchiv Allenstein verwahrt zwei Ordner mit offenbar weniger wichtigen Unterlagen (Corpsangelegenheiten 1847–1875, Namenslisten 1860–1869, Mensuren beim Schankwirt Elvenspoeck mit Baltia, Masovia und Normannia 1875/76).

## Hochburg Berlin

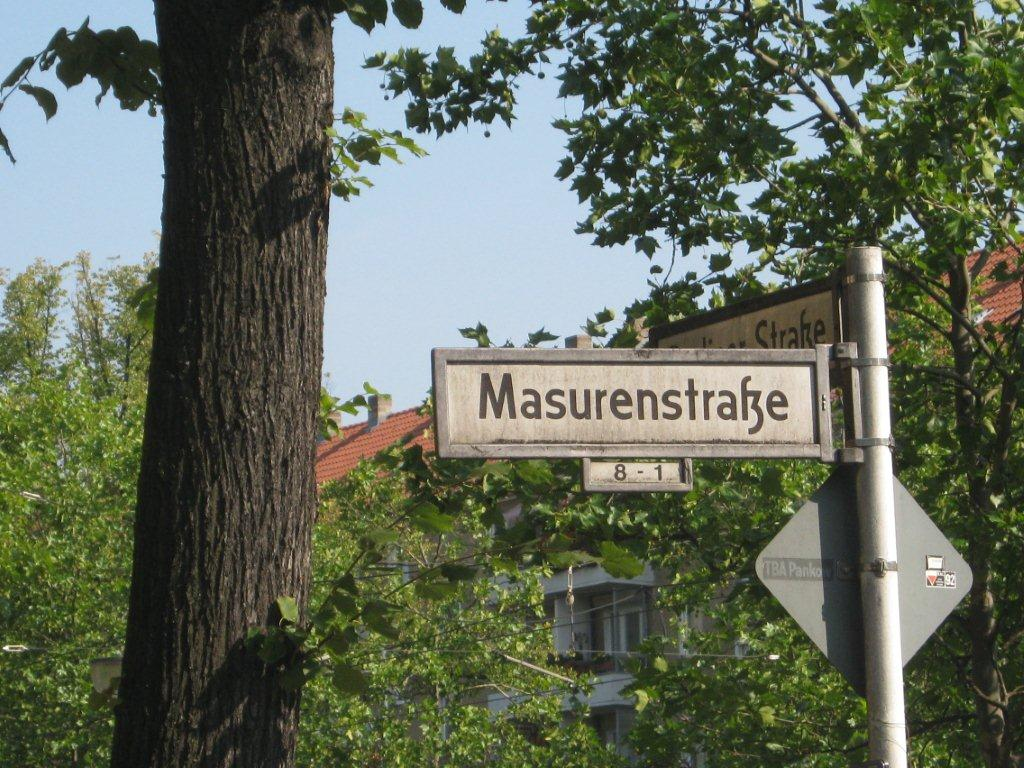
Wilhelm Kuhrs Erinnerung an Masuren und Masovia

Getreu der Neujahrsparole von Preußens Armee „Königsberg – Berlin!“ kamen viele Masuren in die Reichshauptstadt, immer etwa 13 % der Altherrenschaft. Seit 1870 trafen sie sich allwöchentlich (erst sonnabends, dann donnerstags) in verschiedenen Lokalitäten. Ab 1886 kamen sie im Bierhaus Siechen in der Behrenstraße zusammen. Die „Siechenabende“ im „Badezimmer“ und dann im größeren „Künstlerzimmer“ waren im ganzen Kösener bekannt und wurden von vielen Gästen anderer Corps besucht. Zu den regelmäßigen Besuchern gehörten Rolf Grabower, Friedrich August Heyer, Erich Hossenfelder, Hans Pfundtner, Alfred Prang, Paul Treibe, Franz Willuhn und Arthur Zimmermann. 1928 waren nach dem Berliner Adreßbuch alter Kösener Corpsstudenten (dem „Kochbuch“ von John Koch) 52 Masuren in Berlin; nach der Suspension 1935 waren es 80. Bei den größeren Veranstaltungen wie dem 40. Stiftungsfest 1926 war der CC natürlich vertreten. Beim alljährlichen AHSC-Kommers zur Grünen Woche hatte Masovia einen mit blau-weiß-roten Fahnen geschmückten Sondertisch für 100 Personen. Für 1929 sind im Gästebuch 54 Treffen mit 665 Teilnehmern vermerkt. Der beständigste Besucher eines jeden Jahres (u. a. Hossenfelder und Romeyke) erhielt einen gravierten Deckelschoppen, der im Siechen blieb. Weihnachten, Ausflüge und Stiftungsfeste wurden mit den Corpsschwestern begangen. Der Vorsitz lag über Jahrzehnte bei Oscar Nebelsieck (AEG) und Richard von Schaewen. „Ungekrönter König“ der Berliner Masuren war Herbert Neumann. Als die Luftangriffe der Alliierten auf Berlin einsetzten, traf man sich ab 1940 im Restaurant Fürstenhof in der Knesebeckstraße, mitunter auch im Haus Vaterland.

## Stiftungsfeste in Ostpreußen
Festschriften sind zum 40. (1870), 50. (1880), 65. (1895), 75. (1905) und 100. Stiftungsfest (1930) erhalten.

### Königsberg und Samland

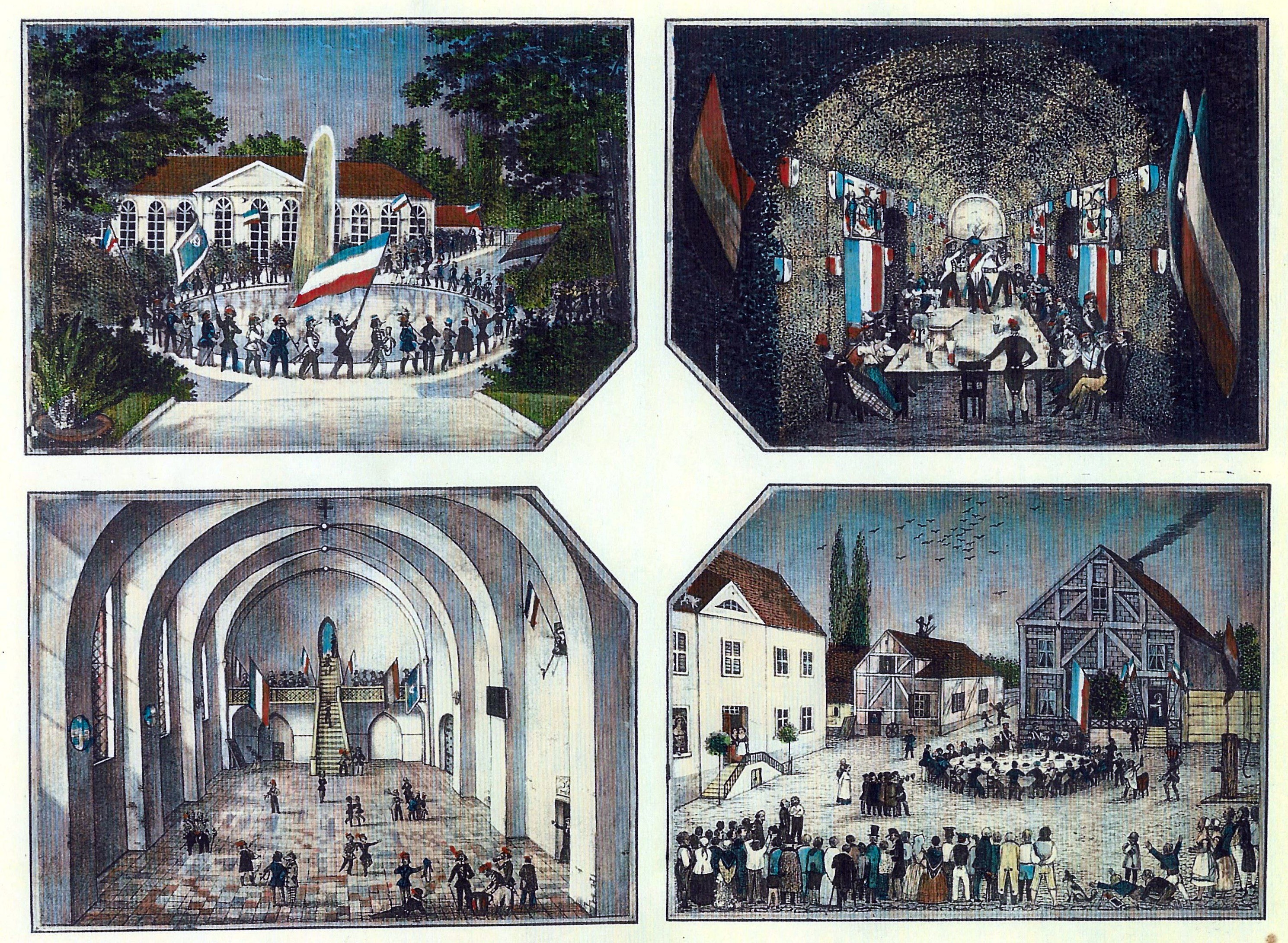
Ludwig Clericus: 18. Stiftungsfest in Cadinen (1848)

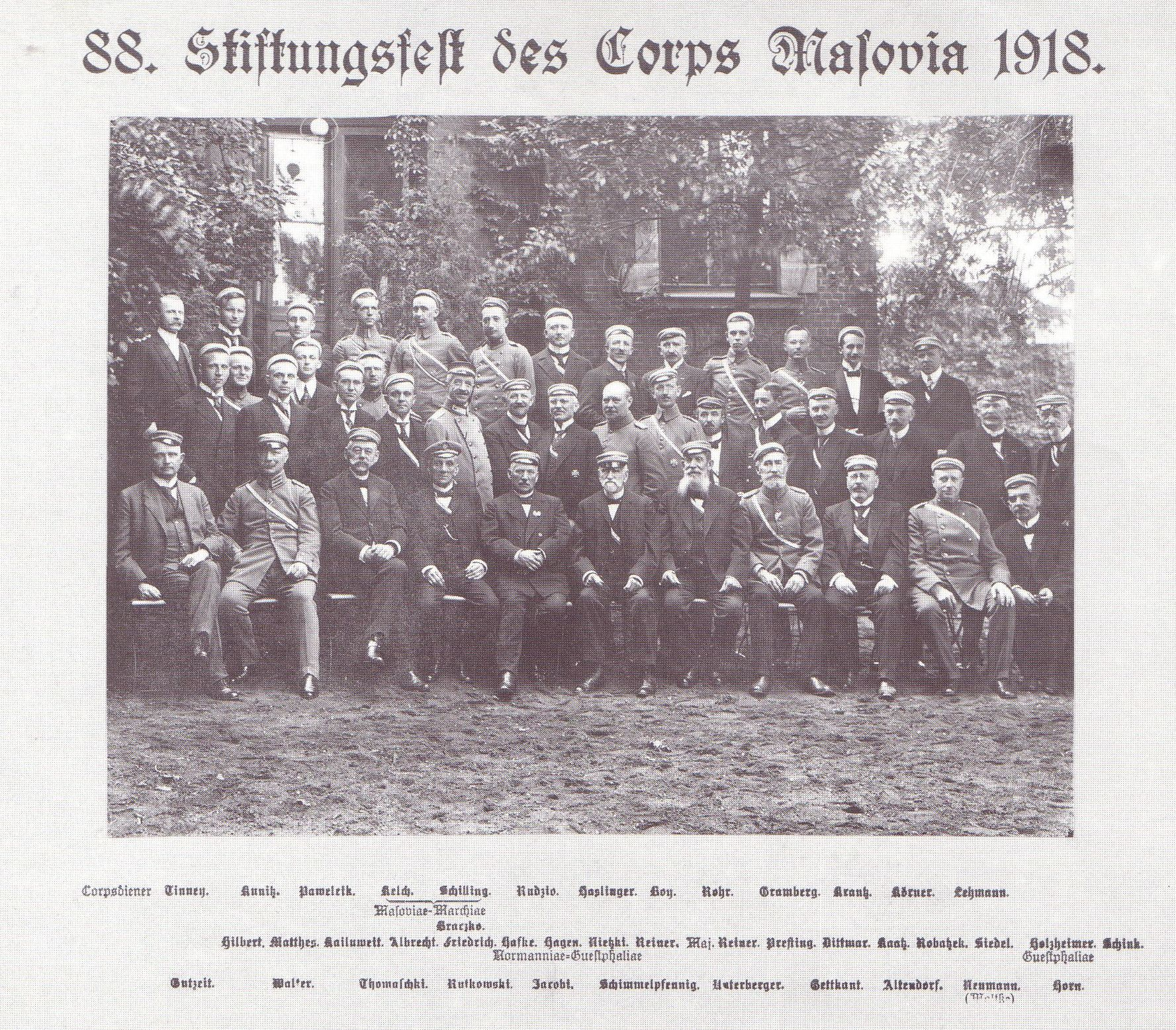
Feldgraue Masuren (1918)

In den ersten Jahren wurden die Stiftungsfeste in Königsbergs Umgebung gefeiert, seit 1838 zumeist in Arnau, das zu Fuß und mit Wagen leicht zu erreichen war. Andere Festorte waren Friedrichstein (1840), Fuchshöfen (1842, 1844), Schloss Groß Holstein (1846) und ab 1848 immer wieder Cadinen. 1851 und 1852 zog man auf den Galtgarben, weil die allgemeinen Galtgarbenfeste nicht zustande kamen. 1857 ging es in den Pilzenwald, im Jahr darauf nach Julienhöhe. Die Feste in Rosenthal, Kahlberg, Panklau, Waldkrug (Stadt Tilsit), Mehlsack und Walschthal blieben in langer Erinnerung. 1864 trafen sich die Masuren erstmals an der nördlichen Samlandküste in Rauschen, bald auch in Warnicken und Georgenswalde. Zu Masovias 50. Stiftungsfest hatte August Wittich den Karzer im Albertinum ausgeschmückt, mit einem großen Schild für Masovia, drei kleinen für die Corpslandsmannschaften Borussia, Baltia und Scotia und dreien für die Corps Littuania, Normannia und Baltia – „als die Farben der alten Königsberger Landsmannschaften, deren Mitglieder einstmals da oben Muße fanden, über die Beschwerden des Studiums, des Fechtbodens und der Kneipe nachzudenken.“ 1900 wurde das 70. Stiftungsfest als erstes im eigenen Corpshaus auf der Dominsel gefeiert. Ausflüge nach Neuhäuser, Cranz und Metgethen gehörten zu den meisten Königsberger Festen. Die Ausfahrt mit 200 Pferden nach Juditten beim 50. Stiftungsfest war für die Hartungsche Zeitung die „großartigste, die Königsberg je gesehen hat“. 173 Alte Herren kamen 1919 zum „ersten Friedensstiftungsfest“. Beim 95. Stiftungsfest (1925) rühmte Fritz Litten – Sohn des Vorstehers der Jüdischen Gemeinde Königsberg und Rektor der Albertus-Universität – das „hochansehnliche Corps“. Das „2000-Liter-Fest“ blieb lange in Erinnerung.

### Masuren
Schon 1845 wurde erwogen, Stiftungsfeste im heimatlichen Masuren zu feiern; aber erst nach der Eröffnung der Ostpreußischen Südbahn (1874) konnten die Pläne in Lötzen und Angerburg verwirklicht werden. Manche Feste wurden auf Einladung der Städte in Kellermühle (Kreis Wehlau), Nikolaiken, Rudczanny und Ortelsburg begangen. Besonderen Nachhall hatten die beiden Stiftungsfeste in Masurens Hauptstadt Lyck (1881, 1896). Das berühmte 66. Stiftungsfest in Lyck (1896) war „allein das Verdienst und dankbar anerkannte Opfer“ von Arthur Gramberg. Noch zur Zeit der Weimarer Republik wurden drei Stiftungsfeste in Masuren gefeiert: 1924 in Lyck, 1927 in Ortelsburg und 1929 in Angerburg.

### 100 Jahre

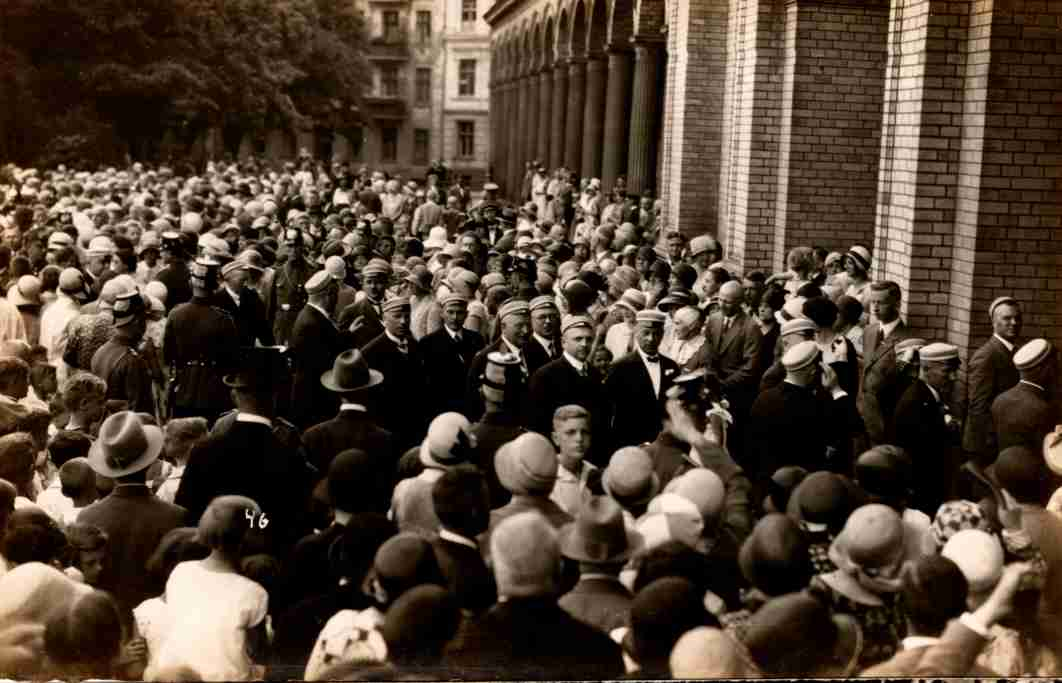
Einzug in die Albertina

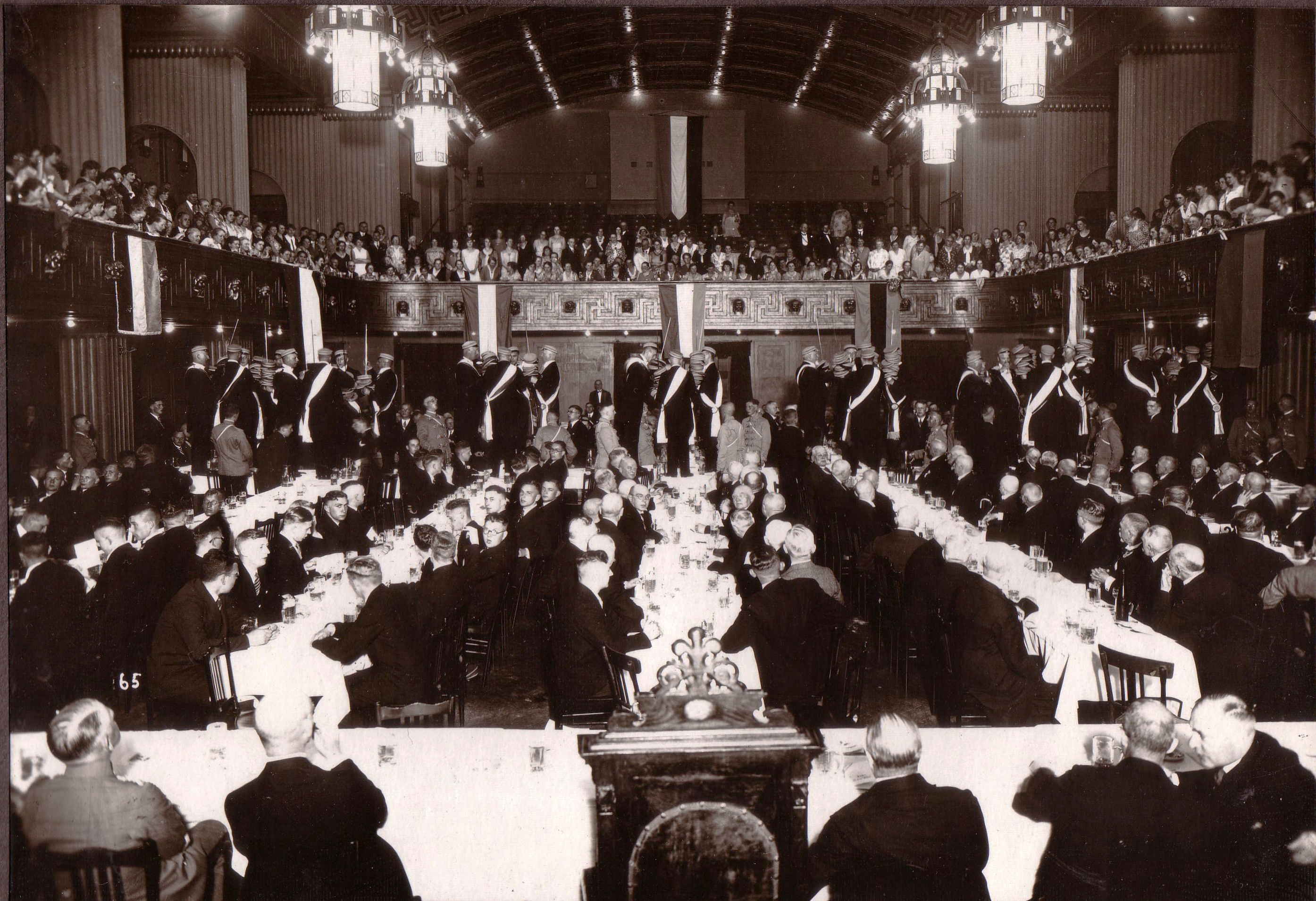
Landesvater

Als im Juni 1930 alle Masurenfamilien zum 100. Stiftungsfest fuhren, hängte die Deutsche Reichsbahn Sonderwagen an den D-Zug Köln/Berlin–Königsberg. Dafür gesorgt hatten wohl die Direktoren Paul Treibe und Alfred Prang.
Das Corps blieb dem weltenfernen Masuren eng verbunden. Zum 100. Stiftungsfest erschien eine Zusammenstellung von alten Masurenbildern. Die 30 masurischen Städte schenkten dem Corps einen Büchereischrank mit den Stadtwappen. Die Alten Herren stifteten 400 Bücher. Zum Kommers im Gebauhr-Saal der Stadthalle (Königsberg) kamen 1000 Gäste, darunter der Oberpräsident Ernst Siehr, der Regierungspräsident Max von Bahrfeldt, der Befehlshaber des Wehrkreises 1 Werner von Blomberg, der Oberbürgermeister Hans Lohmeyer und der Rektor Karl Erich Andrée. Auf dem Hauptgebäude der Universität wehte die Masurenfahne. Der Reichspräsident gratulierte telegrafisch von seinem Gut Neudeck:

„Den zur Hundertjahrfeier des Corps Masovia versammelten alten und jungen Corpsstudenten und ihren Gästen danke ich für die freundlichen Grüße, die ich mit den besten Wünschen für das weitere Gedeihen des altbewährten Corps herzlichst erwidere.“

Alle Königsberger Zeitungen berichteten über das Fest. Noch 1930 erschien ein Bericht über „Königsberg größtes Fest seit der Kant-Feier 1924“.

„In einem Zeitalter, das die Tradition glaubt abstreifen zu können, das Mannesehre und Manneszucht für gering erachtet und äußeren Erwerb für die eigene Person dem Dienst an der Allgemeinheit und damit am Vaterlande vorzieht, hat der Verbindungsstudent einen schweren Stand. … Trotz aller feindlichen Bestrebungen, die gerade heute wieder besonders scharfe Formen annehmen, kann das Corps Masovia in diesen Tagen unter dem Jubel der Königsberger Bevölkerung sein hundertjähriges Bestehen feiern.“

„In schier ausgelassener Freude über die anbrechenden Festtage … sendet die Sonne ihre Strahlen auf unsere gute alte Stadt, die Hunderte mit der Masovia verbundene Damen und Alte Herren von nah und fern in ihren Mauern sieht. Überall am Paradeplatz und in den Straßen flattern blau-weiß-rote Fahnen aus den Fenstern und geben im hellen Glitzern der Junisonne ein verheißungsvoll lustiges Bild der kommenden fröhlichen Tage … So liegt über Königsberg jener Hauch der Mitfreude aller an dem seltenen Jubiläum einer studentischen Verbindung, die durch die Folge der Zeiten von Generation zu Generation mit uns nicht nur äußerlich auf das engste verknüpft ist. In Hunderten von Häusern weiß man von den Masuren zu erzählen! Heute … wird die offizielle Festfolge mit einer Gedenkfeier im Dom ihren Anfang nehmen. Es ist der ernste Auftakt, der auch das, was scheinbar nur fröhlichem Burschengeist und kameradschaftlicher Treue dient, in die Reihe des Gesamtgeschehens stellt, von dem es ja erst seinen tieferen Sinn und seine wahre Bedeutung erhält, als ein Stück deutschen Lebens.“

„Zumal das jubilierende Corps erwies eine Volkstümlichkeit, die sich nur aus den besonderen Bedingungen erklären läßt, in denen Masovia ihr erstes Säkulum begann und zu Ende ging … Farben und Lied haben jenem Freundeskreis … die Volkstümlichkeit gegeben, die nun … sichtbar zum Ausdrucke kam. Immer wieder begegnet man … den hellblauweißroten Fahnen, die von Dach und Fenster grüßen und zeigen, daß auch das Fest einer Studentenkorporation mehr sein kann als eine interne Angelegenheit allein dieses studentischen Kreises.“

### Kriegs- und Nachkriegszeit
Nach der Suspension und der Vermietung des Corpshauses begingen die Masuren die Stiftungsfeste noch bis 1942 im Corpsheim. 1943 und 1944 trafen sie sich im Hotel Continental. Bis heute war 1945 das einzige Jahr, in dem sie nicht am 14. Juni (oder dem folgenden Sonnabend) zusammenkamen. Das 186. Stiftungsfest (2016) wurde in Ełk gefeiert, das 188. in Kadyny.

## Kiel

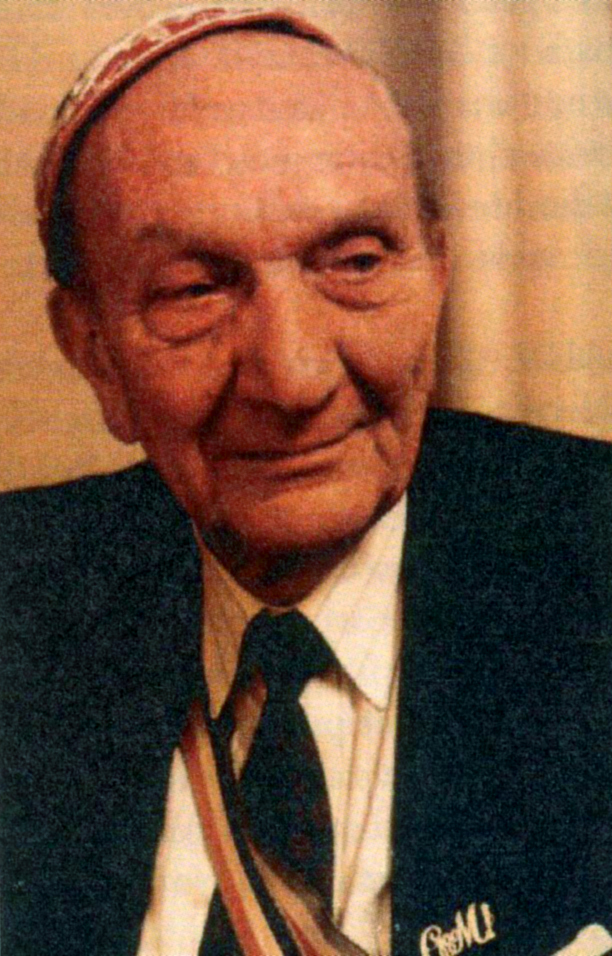
Müller-Dieckert 3

In der Nachkriegszeit in Deutschland suchte Masovia eine Zukunftsperspektive. 1946 trafen sich 25 Masuren und Corpsschwestern in der Wohnung eines Hamburger Masuren. Der AHV wurde am 5. Juni 1948 reaktiviert. Baltia, Hansea, Littuania und nolens volens Masovia erwogen die Neugründung eines gemeinsamen Corps mit den Farben blau-weiß-rot-grün in München, Göttingen oder Hamburg. In Hamburg bestanden bereits Thuringia Jena und Suevo-Borussia (und bald auch Franconia Hamburg). In München hatten ostdeutsche Studenten die wassersportliche Vereinigung Hansea-Albertina gegründet. Der vom Office of Military Government for Germany (U.S.) konzessionierte Heimatbund war auch zum Sportfechten zugelassen. Er hatte Interesse am Altherrenstamm einer alten Verbindung, um eine neue corpsähnliche zu schaffen. Im August 1949 ließ Masovia „den Plan als untunlich fallen“.
Masovia rekonstituierte am 13. Januar 1950 für einen Tag; denn mit dem befreundeten, seit dem 10. Dezember 1949 in Kiel rekonstituierten Corps Palaiomarchia sollte ein gemeinsamer Convent gegründet werden. So entstand am 14. Januar 1950 der CC der Palaiomarchia-Masovia. Nicht zu übersehen war, „ob dieses die endgültige Lösung bleibt oder ob jeder Partner nicht eines Tages zu seinem Eigenleben zurückkehrt“. Um den Corpsbrüdern die Anreise zu erleichtern, feierte Masovia ihr 120. Stiftungsfest am 9./10. September 1950 im hessischen Treysa. Die Altherrenschaften von Masovia und Palaiomarchia blieben in den folgenden Jahrzehnten unberührt bestehen, nahmen aber altersbedingt ab. 1960 lebten 186 Masuren, 133 Altmärker und 119 Altmärker-Masuren. Bis auf wenige Ausnahmen verliehen sich die Alten Herren von Palaiomarchia und Masovia am 15. Oktober 1960 in Hannover gegenseitig die Bänder. Beim 150. Stiftungsfest sprach Oswald Hauser über Das geistige Preußen. Ihr letztes großes Stiftungsfest feierten die alten Königsberger Masuren 1990 in Kiel. Die Festredner waren Michael Müller-Wille als Rektor der Christian-Albrechts-Universität, Ulrich Matthée und Rüdiger Döhler. Über 36 Jahre (1960–1996) war Müller-Dieckert 3 Vorsitzender von Masovias Altherrenverein.

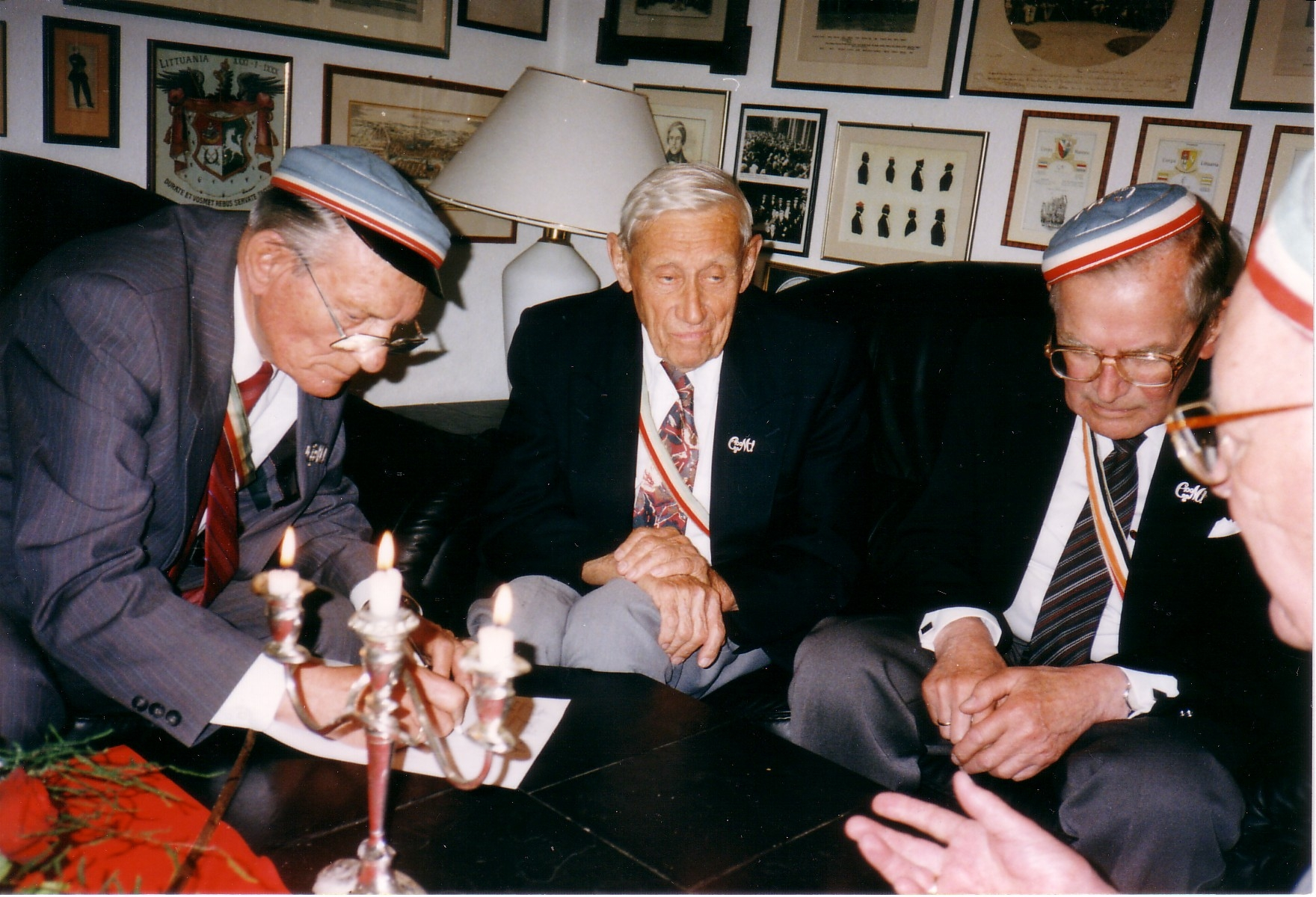
Rekonstitution im Kieler Masurenzimmer (1997)

Nach der Wiedervereinigung beschloss Palaiomarchia-Masovia im Januar 1991, Palaiomarchia – das eine der beiden Muttercorps – beim Wiederaufbau in Halle (Saale) zu unterstützen; in Kiel sollte aber „alles so bleiben wie es ist“ (Burkhart Oertel). Hiermit wurde letztlich der Bruch zwischen Palaiomarchia-Masovia und Masovia eingeleitet. Der Status von Masovia blieb unklar. Von Döhler eingeladen, sprach Boris Meissner im November 1993 auf einer überfüllten (und totgeschwiegenen) „Königsberg-Kneipe“ über die Perspektiven Ostmitteleuropas nach der Zeitenwende. Seine große Rede war wohl der Anstoß für die Rückbesinnung auf Masovias Erbe und Identität. Als sich nach vielen Sitzungen der Kösener Kommissionen herausstellte, dass es sich im Januar 1950 nicht um eine Rekonstitution gehandelt hatte und die Suspension von 1935 fortbestand, beschlossen die letzten 18  Königsberger Masuren einmütig die (neuerliche) Rekonstitution des Corps. Als sie am 14. Juni 1997 von 12 alten Masuren vollzogen worden war, erhielten einige jüngere Altmärker-Masuren das Masurenband. Zum Vorsitzenden des Altherrenvereins gewählt, führte Klaus Balduhn das Corps durch die drei kritischen Übergangsjahre. Am 8. Februar 2000 nahm der SC zu Kiel Masovia als viertes Corps auf. Damit entging Masovia dem Schicksal der drei anderen Königsberger Corps, beim oKC 2001 zu erlöschen. Der Kösener Congress jenes Jahres bestätigte vielmehr den Kieler SC-Beschluss und erklärte Palaiomarchia-Masovia antragsgemäß als eine Neustiftung von 1950, die keinen Anspruch auf Masovias Tradition und Erbe erhebt. Im Juli 2000 beschloss Masovia in Hannover, Kiel zu verlassen und die Verhältniscorps um Hilfe zu bitten. In Frage kam nur das „preußische“ Potsdam.

## Phönix Masovia – Potsdam

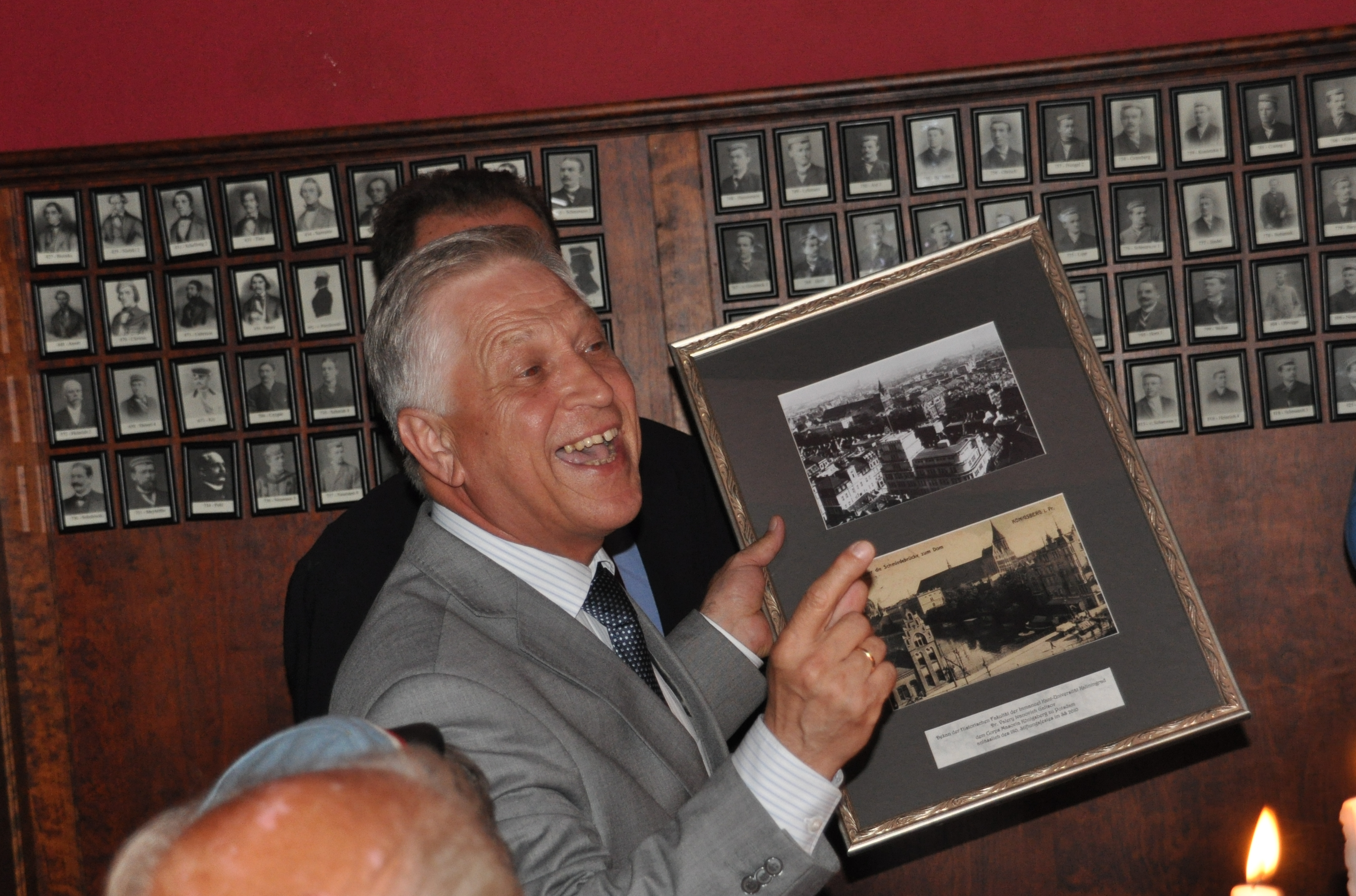
Waleri Iwanowitsch auf dem Masurenhaus (2010)

Nach einem Altmärker erklärten sich im Herbst 2000 drei Berliner Märker und ein Vandale-Teutone bereit, bei einer Verlegung nach Potsdam aktiv zu werden. So beschloss Masovia im Oktober 2000 auf dem Altmärkerhaus in Halle, den Sitz von Kiel nach Potsdam zu verlegen. Nach 66 Jahren Suspension wurde im Cecilienhof der aktive Betrieb am 20. Januar 2001 eröffnet – genau 300 Jahre nach Preußens Erhebung zum Königreich. Zugegen war Egbert Weiß. Beim Antrittsbesuch des Seniors und des Altherrenvorsitzenden im Mai 2001 hieß Wolfgang Loschelder, der Rektor der Universität Potsdam, das Corps „mit Freude und Erleichterung“ willkommen. Beim 171. Stiftungsfest sprach Gerd Heinrich über Ostpreußen im Ersten Weltkrieg. Mit dem Berliner Senioren-Convent (KSCV) feierte Masovia im Januar 2002 ihr erstes Residenzfest mit einem legendären Ball auf Schloss Marquardt.
Als das alte Kartell mit Marchia Berlin im Winter 2004 zerbrach, wurde eine sechsgliedrige PP-Suite ausgefochten. Ein Berliner Normanne und ein Silvane waren deshalb Masuren geworden. Masovias Sekundant war Pliska, ein Berliner Westfale und Holsteiner. Im April 2004 mussten die Aktiven den Böttcherberg verlassen, weil der Mietvertrag gekündigt worden war. Das Haus war ohnehin zu klein geworden und bot weder Pauk- noch Wohnmöglichkeiten. Im Holländischen Viertel kaufte der Altherrenverein das dritte (oder vierte) Corpshaus, das die Aktiven noch im April bezogen. Wie früher die beiden Häuser in Königsberg steht „K 17“ unter Denkmalschutz.
Nach der alphabetischen Reihenfolge im SC und im KSCV hätte Masovia 1941 den oKC-Vorsitzenden stellen sollen. Durch den Krieg und die Kieler Zwischenzeit war sie erst 2005/06 zum ersten Mal Vorort des KSCV. Als sie die Amtsgeschäfte im August 2005 vom Vorort Passau übernahm, überbrachte der Altdekan der Philosophischen Fakultät die Grüße des Rektors. Für den KSCV als ersten Korporationsverband initiierte Masovia den Kauf von allen 110 Bänden der Bibliothek Verbrannter Bücher. Sie wurden vom Vorort Trier gekauft und dem Moses Mendelssohn Zentrum für europäisch-jüdische Studien überreicht.
Seit 2001 war Masovia sechsmal in Kaliningrad. Zwei Kartellbrüdern wurde das Masurenband im Königsberger Dom verliehen. In der früheren Universitätskirche wurde im März 2009 zum ersten Mal ein Masurenfuchs aufgenommen. Vom Dekan der Historischen Fakultät eingeladen, stellte sich das Corps in der Baltischen Föderalen Universität Immanuel Kant vor. Begleitet wurden die Masuren von zwei Hessen-Nassauern und dem Oldermann der Fraternitas Arctica.
Zum 175. Stiftungsfest erschien die ergänzte Neuausgabe der Corpsgeschichte. Beim 180. Stiftungsfest im Juni 2010 erwiderte Waleri Iwanowitsch Galzow den Besuch des Corps. Zum ersten Mal in Deutschland, warb er für eine Vertiefung der Beziehungen. Für die Landsmannschaft Ostpreußen wies Wolfgang Thüne dem Corps eine besondere Verantwortung in der Wahrung seines Erbes zu. Zum 182. Stiftungsfest widmete der Marburger Teutone und spätere Masure Claus Dreessen dem Corps das „Königsberger Potsdam-Lied“.
Corpshäuser in Potsdam

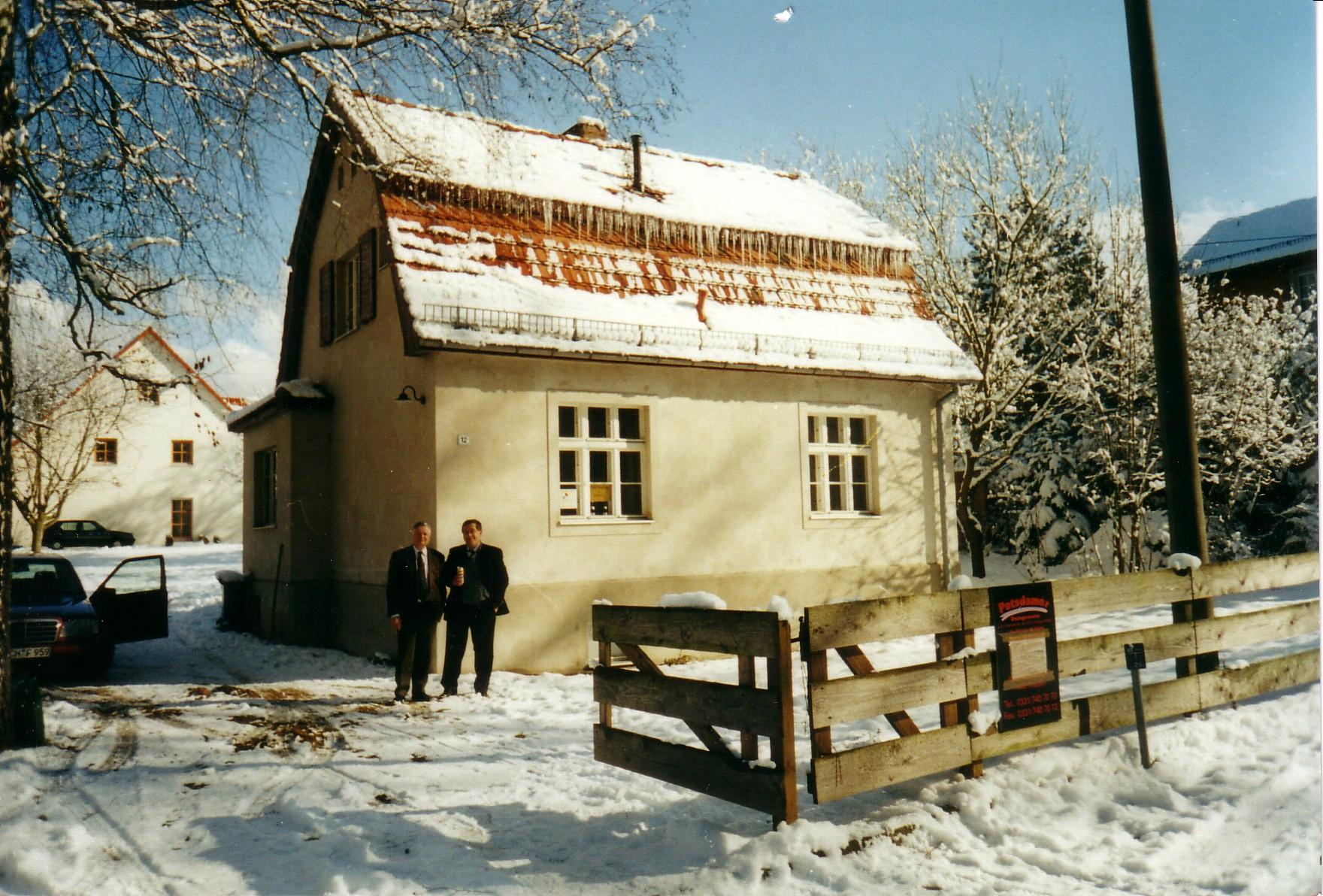
Am Böttcherberg (2001)
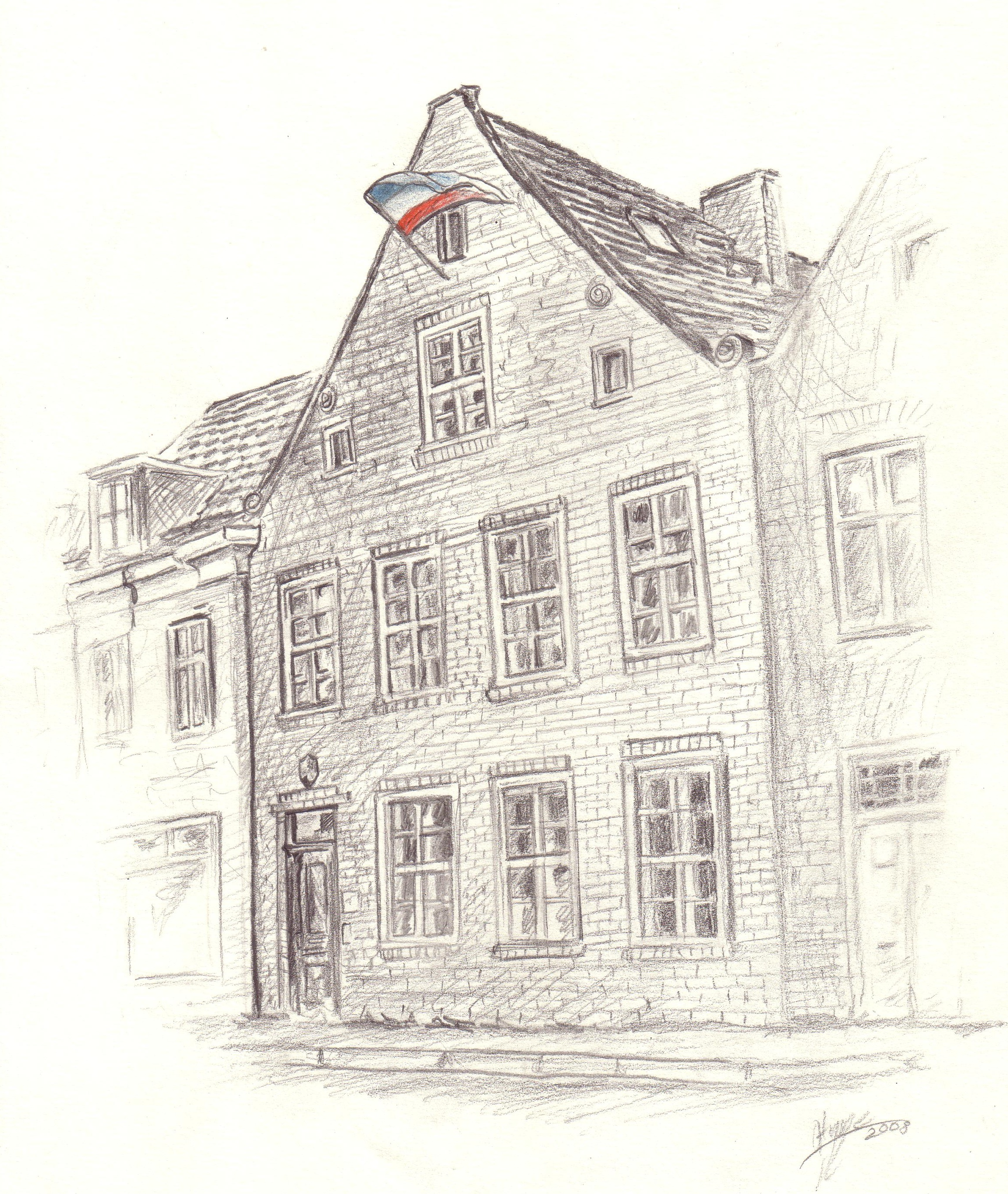
Kurfürstenstraße (2004)

## Mitglieder des Corps
Das Verzeichnis sämtlicher Mitglieder des Corps Masovia haben Amella Mai und Jürgen Herrlein 2006 und 2021 aktualisiert.

## Verhältniscorps
Das zweite Jahr bezieht sich auf den Abschluss des vorangegangenen Freundschafts- oder Vorstellungsverhältnisses. Masovia zählt zum blauen Kreis.

### Kartelle
- Guestphalia Jena (1921/1898) → Corps Palatia-Guestphalia#Guestphalia Jena
- Guestfalia Greifswald (1922/1885)

### Befreundete
- Palaiomarchia (1908/1902)
- Austria (1920)
- Isaria (1921/1887)
- Onoldia (1921/1885)
- Teutonia Marburg (1930/1920)

### Frühere
- Borussia Halle (1870–1872), Vv.
- Silesia (1880/81), Vv.
- Marchia Berlin (1920/1843–2004)
- Lusatia Leipzig (1919/1881–2012)
- Guestphalia Berlin (1880–1882)
- Marcomannia Breslau (1902–1919)
- Moenania (1894–1900), Vv.
- Suevia Prag (1919–1938), Vv.
- Rhaetia (1919–2006), Vv.

## Selbstverständnis

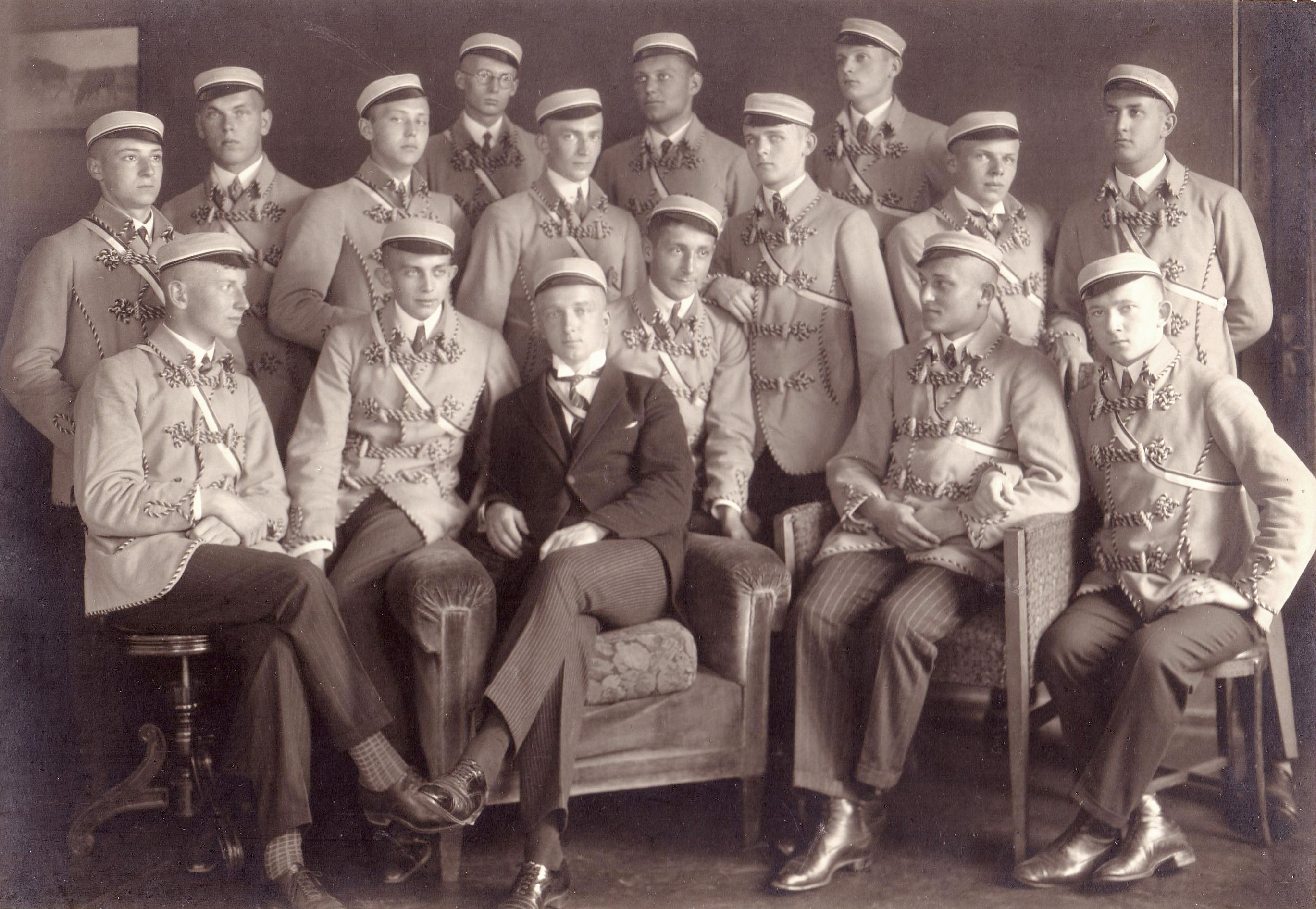
Stärkstes Corps im KSCV – Masovias Fuchsmajor und Füchse im SS 1926

„Dem Eigendünkel der Unfehlbarkeit haben wir zu keiner Zeit gefrönt, dem Hochmut und Dummstolz nie gehuldigt … Mut und Festigkeit, Tatkraft und begeisterter, mächtiger Aufschwung für alles Hohe und Ideale macht den wahren Corpsstudenten aus, der keinen Menschen mehr verachtet als den Kriecher und Streber.“

„Wir haben den alten, schönen Grundsatz, dass der aktive C.C. in allen Dingen oberste Instanz ist und die Alten Herren nur zu raten haben, unverwässert aufrechterhalten und ich bin der Meinung, dass wir an diesem Grundsatz nicht rütteln lassen sollten. Je größer die Verantwortung des aktiven Corpsburschen ist, umso besser für seine Charakterbildung.“

„Der scharfen Mensurkritik [Masovias] fiel eine große Zahl sonst tüchtiger Leute zum Opfer, was sich aber nicht vermeiden läßt, wenn man nicht alsbald an äußerem Ansehen und innerem Wert des Corps Einbuße erleiden will.“

## Erinnerung

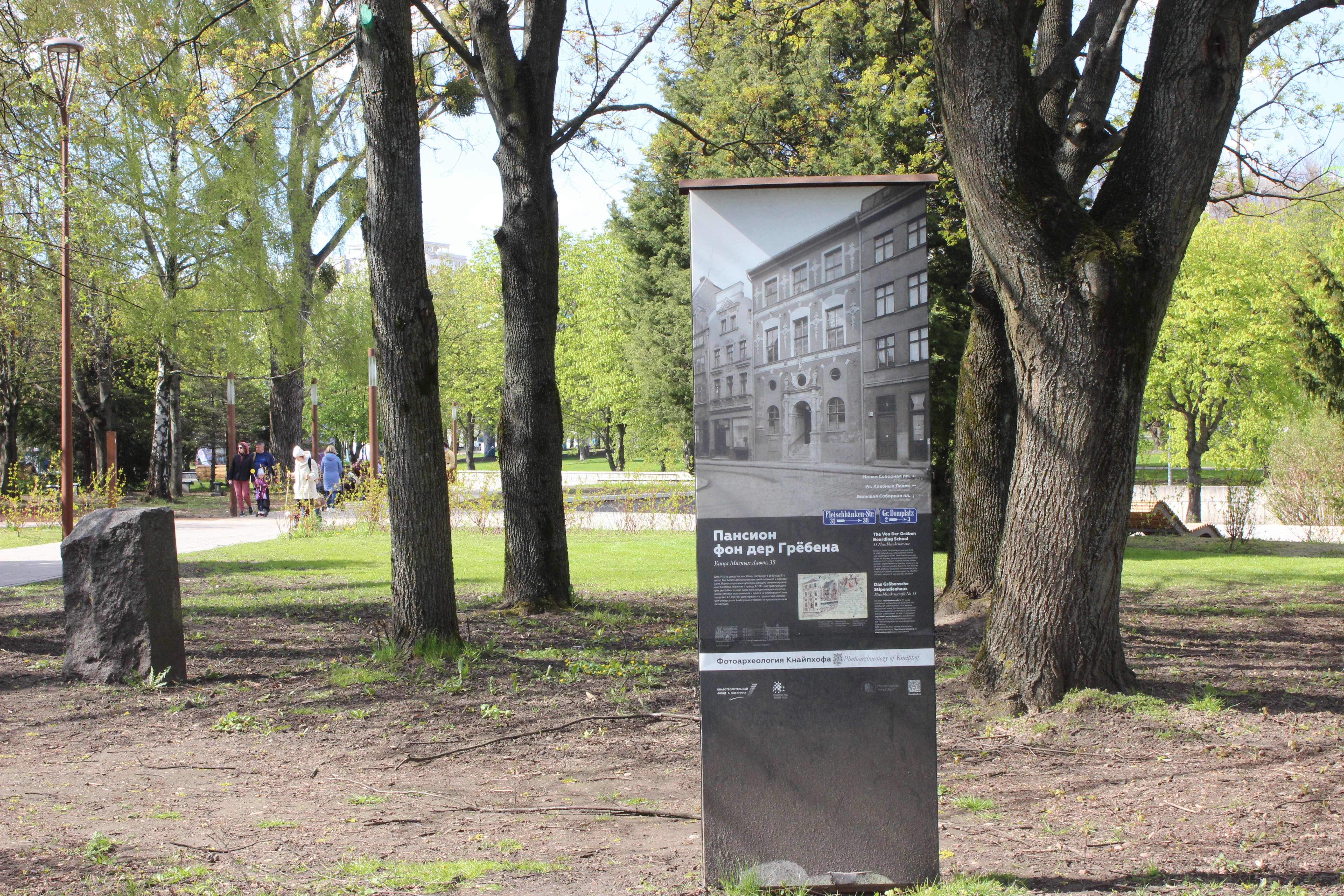
Masovia-Stele auf der Kneiphof-Insel vor dem Königsberger Dom (2021)

Das (inzwischen geschlossene) Museum Stadt Königsberg in Duisburg und das Ostpreußische Landesmuseum in Lüneburg haben Couleurartikel von Masovia in ihren Beständen. Im Deutschen Kulturforum östliches Europa würdigte Peter Pragal den Umgang des Corps mit seinem Erbe. Auf der Kneiphof-Insel in Kaliningrad erinnert ein Schaukasten an das Corps Masovia. Das 1915 in Lötzen errichtete Denkmal für Friedrich Dewischeit wird von der Stadt Giżycko gepflegt.

## Corpshistoriker

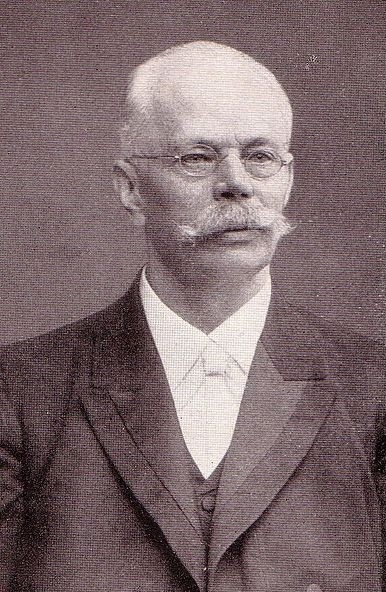
Karl Heinrich

- Karl Heinrich (1835–1908) war Direktor der Königin-Luise-Schule, Kgl. Schulrat und Meister vom Stuhl der Dreikronenloge in Königsberg. Er begründete Masovias Geschichtsschreibung und veröffentlichte 1870 Königsbergs erste gedruckte Korporationsgeschichte. Er verfasste die sechs Fünfjahresgeschichten von 1875, 1880, 1885, 1895, 1900 und 1905, stellte die Mitgliederverzeichnisse von 1870 bis 1885 zusammen, schilderte das 50. Stiftungsfest und leitete rund 40 Stiftungsfeste. 1889–1896 saß er in der Vertrauenskommission. „Er war die Zierde unseres Corps“ (H. Lippold).
- Fritz Milkau (1859–1934), nach Gregorovius Masovias überragende Gestalt, veröffentlichte 1890 die Fortsetzung der Corpsgeschichte. Im selben Jahr gab er das erste Gesamtmitgliederverzeichnis heraus.
- Eduard Loch (1868–1945) schrieb die Geschichte des Corps 1905–1910 und die bedeutenden ersten beiden Bände der großen Corpsgeschichte 1830/1930 mit neuen Forschungsergebnissen über die Entstehung der Masovia. Von ihm  stammen noch die Beschreibung des 70. Stiftungsfestes 1900, die Gesamtmitgliederverzeichnisse 1925 und 1930/31 und die Verzeichnisse von 1935 und 1940. In den Veröffentlichungen der Staats- und Universitätsbibliothek Königsberg gab er 1934 das illustrierte Liederbuch der Albertina mit kultur- und kunstkritischen Betrachtungen neu heraus. Er half Johannes Hönig bei der Biografie von Ferdinand Gregorovius, redigierte die wichtigen Kriegsnachrichten 1939/45, saß in der Vertrauenskommssion und war 40 Jahre Archivar. Wie Franz Boy starb er 1945 nach der Flucht aus Ostpreußen in Meiningen.
- Hans Lippold (1899–1976) war schon als Corpsbursche mit der Führung von Masovias Annalen beauftragt und gab die (erhaltenen) Monatsberichte 1919/20 heraus. Zu verdanken sind ihm der erst 1933 erschienene 3. Teil von Masovias Corpsgeschichte (1910–1930), die Schilderung der Jahrhundertfeier, der Bericht über die Suspension und den Neubeginn in Kiel (1930–1950) und die erste Nachkriegsausgabe des Gesamt-Mitgliederverzeichnisses (1823–1959). Für die Deutsche Corpszeitung schrieb er viele Beiträge.[EN 63] Lippold war Masovias gute Seele.
- Ernst-Werner Weiß (1921–1983), Ehrenmitglied der Palaiomarchia-Masovia, befasste sich jahrzehntelang mit Masovias Erbe. Im Rantzaubau vom Kieler Schloss kuratierte er 1980 die weithin beachtete Ausstellung 150 Jahre Masovia Königsberg.
- Rüdiger Döhler (1948–2022) überarbeitete und ergänzte die dreiteilige Corpsgeschichte von 1930/1933 und erschloss den Königsberger Senioren-Convent.[EN 64] Er initiierte die Herausgabe von 179 Masurennachrufen.[EN 65]

## Literatur

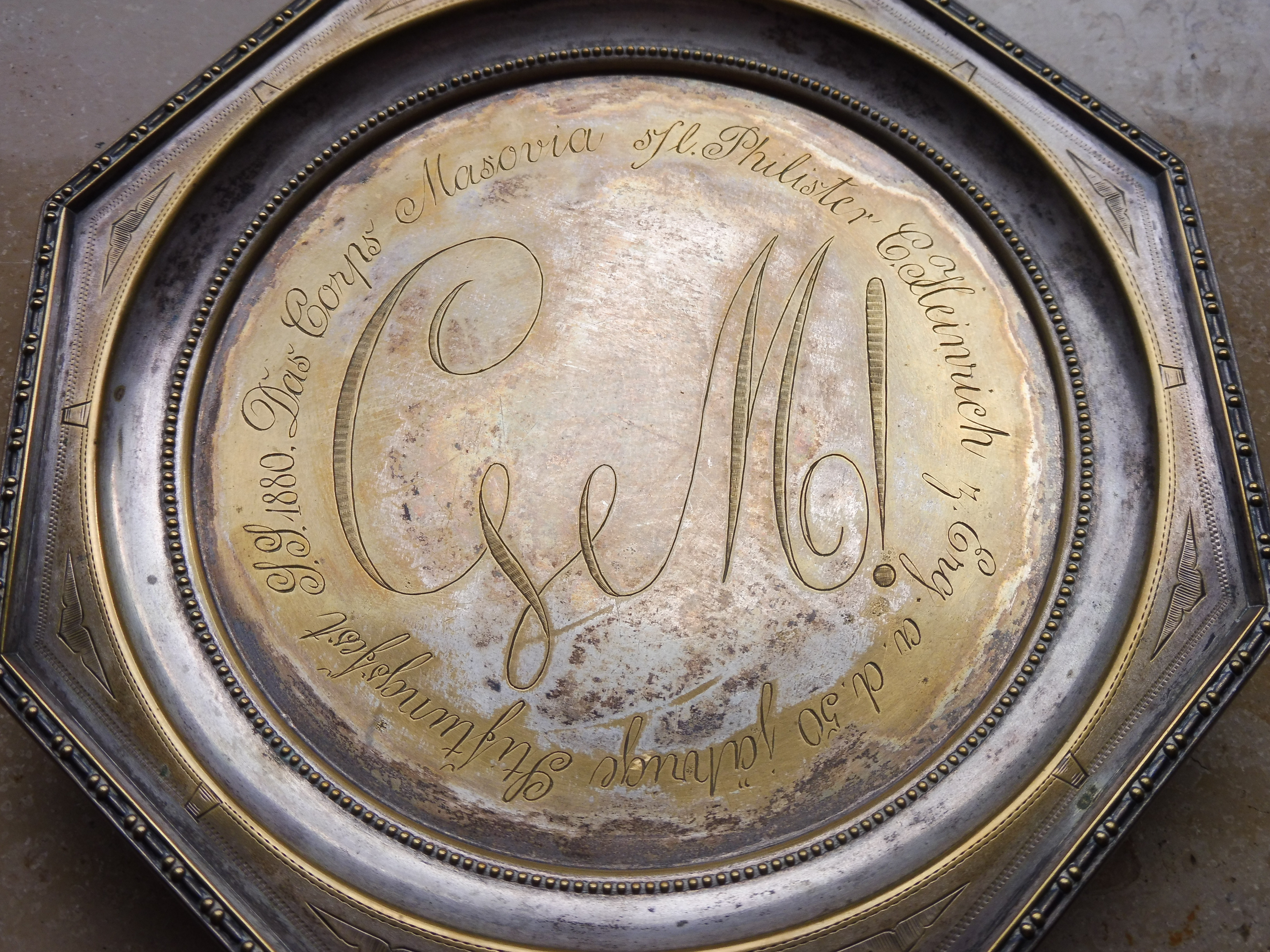
Silberteller für Carl Heinrich zum 50. Stiftungsfest (1880)